# 香港房屋協會

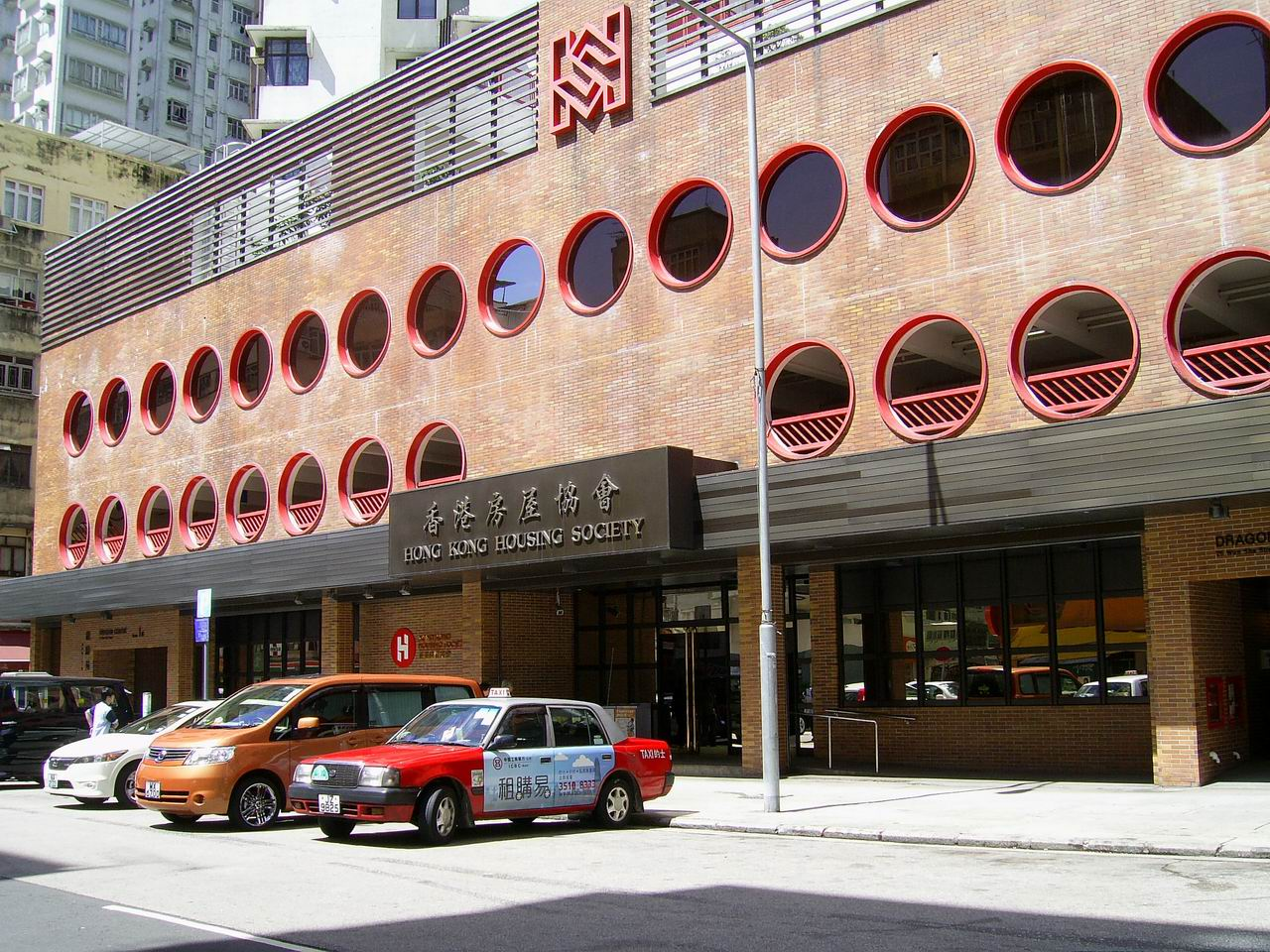
位於大坑龍濤苑的房協申請組

香港房屋協會（英語：Hong Kong Housing Society；簡稱房協和HKHS），成立於1948年，是一個獨立的非政府及非牟利機構，並於1951年根據香港法例第1059章 《香港房屋協會法團條例》成為法定機構。根據《稅務條例》第88條獲豁免繳納香港稅項。是香港三個提供資助房屋的機構之一，另外兩個分別是香港房屋委員會及香港平民屋宇有限公司。
房協的營運總部設於香港鰂魚涌太古英皇道1063號8樓。

## 宗旨
香港房屋協會是一個非官方機構，目的是為香港市民提供房屋及相關的服務。房協致力解決住屋問題和不斷創新，以達到世界水平，並在質素、物值及管理方面佔領導地位，並以「顧客為本」、「優質為尚」、「人才為基」及「資源為用」為信念，實踐企業原則。

## 歷任管理層

### 主席
- 1948年至1951年3月：羅拔臣（Robert Robertson）
- 1948年至1951年3月：律敦治
- 1951年至1952年：芬利（John Finnie）
- 1952年至1981年3月：祈德尊
- 1981年4月至1981年12月：龔樂年（Rev Fergus Cronin）
- 1981年至1983年：鮑富達
- 1983年9月至1983年12月：鍾逸傑
- 1983年至1988年：梁紹榮
- 1988年至1991年：戴鎮濤
- 1991年至1994年：潘祖堯
- 1997年至2003年：鍾瑞明
- 2003年至2006年：李頌熹
- 2006年9月至2012年：楊家聲
- 2012年至2018年9月：鄔滿海
- 2018年9月至2024年9月：陳家樂
- 2024年9月至今：凌嘉勤

### 副主席
- 關祖堯
- 陳炳煥
- 2003年至2006年：李葉慧璣
- 2006年至2012年：鄔滿海
- 2012年至2018年：梁國權
- 2018年至2024年9月：凌嘉勤
- 2024年9月至今：梁國權

## 歷史

香港房屋協會歷史會徽（1985－2008）

1945年抗戰結束後，中國大陸全面爆發國共內戰，南遷香港的內地居民日增。
1948年，恰逢倫敦市長向香港福利議會捐贈的「空襲救災基金」（Air Raid Distress Fund）14,000英鎊，聖公會何明華會督遂策劃成立香港房屋協會，由施玉麒牧師負責實際統籌工作，以舒緩來港難民的居住困境。在香港房屋委員會於1973年成立前，房協針對貧苦市民的住屋需要提供了大量幫助。
香港房屋協會於1951年取得法定機構的資格。並於1952年開始獲香港政府以低於市價批出土地，興建供低收入人士入住的房屋。香港房屋協會首個發展的出租屋邨是上李屋，於1952年落成，提供360個單位。
由1968年開始，香港政府就不斷邀請房協執行個別資助房屋項目，包括1968年的市區改善計劃，1970年代的郊區公共房屋計劃，1980年代作為輔助香港房屋委員會居者有其屋計劃（簡稱「居屋」）的「住宅發售計劃」，1990年代的夾心階層住屋計劃，以及董建華上台執政期間的首次置業貸款計劃，2000年的「優質工序」短片系列，希望為業界訂立一個良好和正確的施工程序標準，同時讓參與房協工程的地盤工人及承建商明白房協的施工質素的要求，為提升香港建造質素作出貢獻。
房協並非隸屬於政府架構的一部份，但作為非牟利的獨立機構，房協一直擔當「房屋實驗室」的角色，發展及研究不同的房屋計劃。例如在1990年代初期，房協去研究，發展及建造香港首個環保房屋——茵怡花園，影響到今日香港和世界社會對環保建築的發展和重視；而在1996年起至今，房協亦去研究、發展、建造及管理長者房屋（如：樂頤居，彩頤居及雋悦），影響到香港社會對退休人士未來日後生活和相關量身打造的建築的關注和重視；
此外，房協由1974年起至今，研究、發展及參與市區重建（如：荷李活華庭，喜雅等），也影響到香港及中國國內對拆遷賠償及安置計劃的制定，以及善用都市改造去進一步提升和釋放舊樓發展潛力和改善舊區整體環境，注入新元素，藉此提升樓宇價値和改善生活質素的策略，房協透過不斷自行研發不同的房屋計劃，累積不同經驗，並將之製成報告書，影片，甚至建造出來，將經驗與香港及國際業界分享和交流，為提升樓宇建造及設計質素和提升市民生活質素作出重大的貢獻。
由於房協並非政府部門，所以在房協的發展計劃申請提交圖則時，也要經屋宇署及消防處按現行的法例去審批，跟私人發展無異。並非如其他負責興建樓宇的政府部門如房屋署般，由房屋局轄下的獨立審查組（Independent Checking Unit）根據《建築物條例》審批或如建築署般，由內部的SCCU審批。所以房協興建的出租單位，業權為私人擁有，並非由政府擁有，所以正確來說由房協發展的出租屋邨並非公共屋邨，而房協自己在其網頁及文件也稱其轄下的出租住宅物業為出租屋邨，並非稱作公共屋邨。
雖然如此，房協亦經常獲得政府的資助，以及賦予參與和執行部份房屋政策的權利，以輔助房委會為香港提供更多的資助房屋單位，因此，儘管房協經常強調其非官方身份，但不少市民都誤以為房協是一個半官方組織，但實際上房協只是一所非牟利的慈善機構，根據《稅務條例》第88條獲豁免繳納香港稅項。
2016年7月29日房協宣佈推出「香港政府公務員建屋合作社」先導計劃，業主可向房協提出申請，房協會以市價一成的補償收購單位，重建成資助出售房屋。
香港房屋協會仍曾經與市區重建局合作推行多個市區重建計劃，並推出樓宇管理維修綜合計劃。

## 物業發展

### 房屋種類
香港房屋協會的房屋單位總數約73,000個，它們包括：
- 出租屋邨
- 市區改善計劃
- 郊區公共房屋
- 住宅發售計劃
- 夾心階層住屋計劃
- 市值發展項目
- 「長者安居樂」住屋計劃
- 市區重建項目
- 資助出售房屋計劃
- 暫租住屋

### 出租屋邨
出租單位分為甲類和乙類兩種，甲類出租單位的對象為低收入家庭，而乙類出租單位則出租予入息較高的家庭，甲乙兩類出租單位的申請資格亦各有分別，而兩類出租單位的租金也比市值為低。
除了一般的出租單位外，房協在部份出租屋邨中，亦設有約900多個年長者單位，為年長者提供租金優惠及特別為年長者設計的出租單位，出租單位總數約33,000個。

#### 樓宇設計
香港房屋協會所興建的出租屋邨，均由私人建築師公司以因地制宜及富美感而實用的方向去設計，此外，屋邨設計亦十分著重配合周邊環境，設計出獨特並具創意的樓宇，與房屋署所推行的標準設計剛好相反（儘管如此，房屋署在設計標準樓宇時也許具備心思，卻以「倒模形式」大量興建、顯得缺乏獨特與創意；或者在出租屋邨者內一些附屬設施、地方作出精心設計，唯這些地方並不是樓宇建築的主要設計，若住戶沒有仔細觀察則不容易發現）。在1990年代之前，房協出租大廈一般採用了中間走廊或單邊走廊形式的設計以符合經濟原則。
1990年代開始，房協出租大廈的設計在可能的範圍內已改為一層八伙類似出售單位的間隔，在公眾地方如入口大堂、電梯大堂及戶外空地上，設計著重於提供足夠的照明、顯眼的指示牌、標誌及信箱；而大廈大堂入口採用質素較好和更耐用的修飾材料，並配合冷氣裝置及燈光設計，務求為住戶提供一個更舒適和愉快的環境（媲美1990年代中由房委會設計的「康和型」樓宇，該設計同樣一層八伙、擁有高質素的大堂裝潢及修飾物料，然而「康和型」是為居屋而設、並用於1990年代始的居屋屋苑及少部份由居屋轉為出租公屋的屋邨）。
而祖堯邨及乙明邨更設有泳池。其中荔景祖堯邨於1981年全面落成，當時憑其地盡其用及優美的環境設計，獲香港建築師學會頒發1981年的優異獎狀。此外，由於祖堯邨部份大樓依山而建，房協於2014年為該邨加建轉乘升降機大樓及行人天橋，方便居民出入。該工程於「2015年建築測量師大獎」中，榮獲「大型加建及改建及翻新工程」優勝獎。
荃灣祈德尊新邨於1989年全面落成，憑其獨特設計和景緻怡人的園林，獲香港建築師學會頒發1991年的優異獎狀；而另一個出租屋邨——將軍澳茵怡花園則憑其環保設計，於1997年全面落成，獲香港建築師學會頒發1998年的銀牌獎。

#### 出租屋邨的住宅單位設計的演變
1952年至1981年間落成的的房協出租屋邨（例如：漁光村、勵德邨及祖堯邨等）
單位設計一般以英國、新加坡及香港等公共房屋作藍本，大部份都建有露台及花槽，一般設有獨立的廚房及浴室等設備，廚房也較房委會出租公屋為大，但單位設計一般欠缺考慮到通風、採光、景觀、社交等因素，而單位除廚房及浴室外，內部基本上沒有固定間格的，但住戶可按需要分間成一房至三房單位。而到1970年代開始，部份單位浴室更開始設有浴缸，而其中在1976至1981年間落成的祖堯邨，更開始把窗戶位置按預計的房間位置設定好，方便住戶間房。
1981年至1991年間落成的的房協出租屋邨單位（例如：乙明邨、家維邨及玉蓮臺等）
單位內部設置對流窗，露台及花槽等，單位內設有獨立的廚房及浴室等設備，單位除廚房及浴室外，內部沒有固定間格的，但窗戶位置已按預計的房間位置設定好，住戶可按需要分間成一房至三房單位。其中1989年至1991年部份的房協出租屋邨單位（例如：祈德尊新邨及偉景花園），更開始以房委會的居屋／私人參建居屋作為藍本，並裝有地下大門，全部單位附有梗房設計由一房兩廳至三房兩廳不等。
1991年至1996年間房協更推出乙類出租屋邨單位（例如：駿發花園、健康村重建一期及寶石大廈）
其中駿發花園的單位內部仍是沒有固定間格的，但窗戶位置已按預計的房間位置設定好，住戶可按需要分間成一房至三房單位，而到後期的健康村重建一期及寶石大廈的出租單位，更採用香港常見私人住宅三梯八伙式的設計，並附有梗房設計由一房兩廳至三房兩廳不等。
1997年至2008年間落成的房協出租屋邨單位（例如：茵怡花園、翠塘花園及觀龍樓重建一期等）
單位設計已考慮到通風、採光、景觀、社交等因素，單位內部再以不設固定間格，但窗戶位置已按預計的房間位置設定好，住戶可按需要分間成一房至三房單位的方式去興建。
自2008年觀龍樓重建一期落成後至2017年間香港房屋協會都沒有新的出租屋邨單位落成。
房協大部份現存的出租屋邨都在60至70年代興建，其中一半已建成超過40年，經過歲月洗禮，大多已日漸老化，因而有復修的需要。房協的策略是以雙軌模式，透過復修及重建改善這些舊邨的居住環境，提供更合時宜的設備及配套，並盡用屋邨地皮的發展潛力。重建的第一步是為受影響的居民物色調遷地點，以原區或附近社區最為理想。堅尼地城觀龍樓第一期的重建工作已於2008年完成，兩個進行中的重建項目分別是位於筲箕灣的明華大廈及香港仔的漁光村，而觀塘的觀塘花園大廈正進行規劃。除了進行重建，房協亦會於部份結構良好的高齡屋邨進行復修，減少對居民的影響。荃灣滿樂大廈於2006年完成全面復修工程，包括加建升降機、提升保安系統及消防系統、以及改善外牆及大堂外觀。隨後，房協分別在2010年及2011年完成明華大廈及觀龍樓第二期的復修工程。房協亦同時為多個屋邨安裝升降機及無障礙設施，改善居住環境。
2013年港府再次於沙頭角批地給房協建造樓高5層、提供140個出租單位的大廈，名爲「迎海樓」，於2017年入伙，只限持禁區紙的沙頭角居民申請，歸入沙頭角邨。由於迎海樓以歐陸小鎮風格建造，色彩繽紛，座落沙頭角海海邊，升降機大堂和走廊有如酒店，遠看儼如海邊的歐洲小鎮，獲譽爲「香港最靚公屋」。

### 屋苑設施
自1970年代末起，香港房屋協會興建的屋邨大部份都設有商場、中央公園、室內停車場和屋邨俱樂部等私人屋苑設施，部份位於新界的房協屋邨甚至有游泳池和露天停車泊位。

#### 甲類出租屋邨

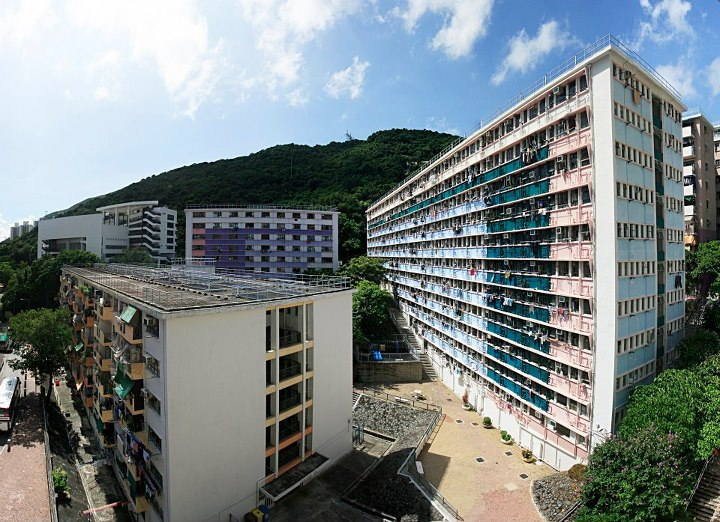
房協第二個以及現存最舊的「出租屋邨」— 漁光村第一期

- 明華大廈
- 漁光村
- 滿樂大廈
- 真善美村
- 健康村[註 1]（第三期）
- 觀塘花園大廈
- 觀龍樓
- 樂民新村
- 勵德邨
- 祖堯邨
- 乙明邨
- 家維邨[註 1]（第1至5座）
- 祈德尊新邨[註 1]（C座）
- 偉景花園[註 1]（第6及7座）
- 茵怡花園[註 1]（第7座東翼及西翼）

#### 乙類出租屋邨
- 健康村[註 1]第一期重建（第5及6座）
- 駿發花園[註 1]（第5座）
- 寶石大廈[註 1]（第3座）

#### 設有年長者居住單位的出租屋邨
- 觀塘花園大廈
- 樂民新村（沒有舍監服務）
- 祖堯邨（獨立一座，名為松齡舍）
- 乙明邨
- 家維邨[註 1]
- 祈德尊新邨[註 1]（獨立一座，名為松明舍，位於A及B座之間及A及B座地下至三樓）
- 駿發花園[註 1]（位於第5座下方）
- 健康村[註 1]第一期重建（位於第5及6座1-4樓）

### 郊區公共房屋計劃
郊區公共房屋計劃是由政府以豁免地價的方式，批地興建出租房屋，該計劃下的樓宇全部都以低密度的鄉村式設計為主，大廈頂部一般配有斜屋頂並鋪上富有鄉村特色的瓦片，大廈外型因地盤環境而略有不同，樓高與附近環境配合只有4至12層不等，以融合當地的鄉郊環境，住宅單位內的設計也同時考慮到通風，採光，景觀的因素，單位除廚房及浴室（附淋浴間／浴缸）外，內部沒有固定間格的，住戶可按需要分間成一房至三房單位。
此計劃主要是協助遷徙一些在新界偏僻地區而受政府發展計劃清拆影響的住戶。所以租金比市值為低。1984年起，共完成了三個此類計劃，它們分別位於西貢和沙頭角，提供共1198個單位 。 2013年港府再次於沙頭角批地給房協建造140個出租單位，並於2017年落成。
- 對面海邨
- 沙頭角邨（位於禁區內）
- 翠塘花園[註 1]（第11座）

### 住宅發售計劃／資助出售房屋項目

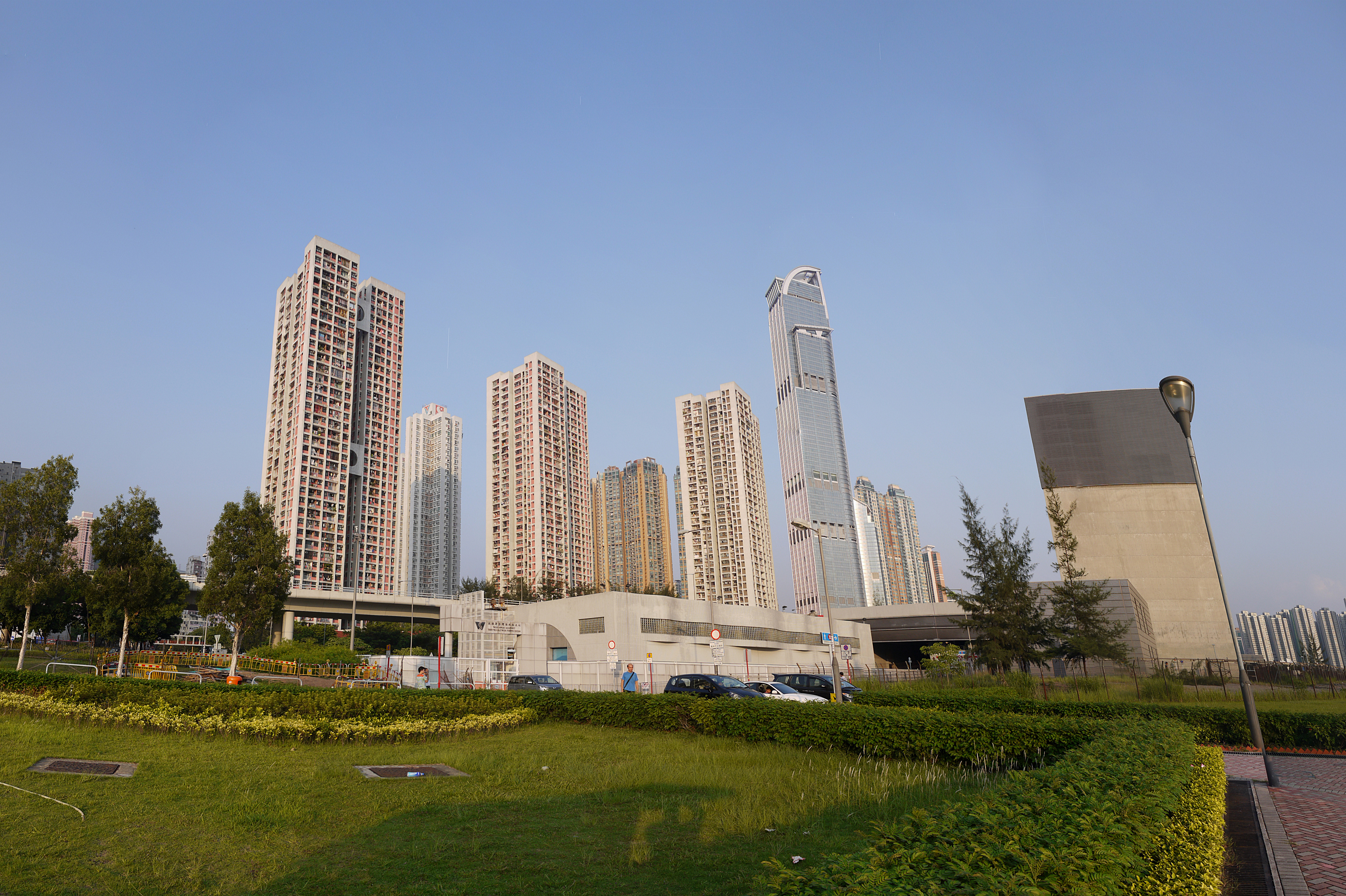
首個「住宅發售計劃」屋邨
祈德尊新邨

1985年，房協開始發展資助房屋的出售單位，並於1987年起開始推行「住宅發售計劃」，配合政府的「居者有其屋計劃」，以低於市值的特惠價格把單位出售予轄下出租屋邨租戶，以及符合政府居者有其屋計劃申請資格的人士。單位一般由房協直接出售或透過居屋中心發售，申請資格和轉售限制均與居屋相若。興建此等單位之土地，乃透過政府批地及房協屋邨重建所得。
房協的「住宅發售計劃」第一個屋邨—荃灣祈德尊新邨於1989年全面落成，並獲香港建築師學會頒發1991年的優異獎狀 ; 而另一個「住宅發售計劃」屋邨將軍澳茵怡花園則憑其環保設計，獲香港建築師學會頒發1998年的銀牌獎。至今，房協一共發展了十個同類型的屋苑，提供單位總數共有10360個單位。1997年9月，此計劃的第二市場正式成立，為合資格人士提供更多選擇，並放寬轉售年期限制。到了後期此計劃亦配合政府停售居屋政策而暫停，進行中之工程，也按剩餘居屋單位方式出售，而規劃中的工程則轉作房協的其他發展計劃。
政府於2012年8月宣布將原先的「置安心資助房屋計劃」轉為資助出售房屋項目 （页面存档备份，存于），首個位於青衣的項目「綠悠雅苑 （页面存档备份，存于）」於2015年落成，提供共988個「實而不華」的中小型單位，以折扣價出售予中等收入家庭及單身人士。另外三個於2019及2020年落成的資助出售房屋項目 -- 「綠怡雅苑」、「翠鳴臺」及「翠嶺峰」，合共提供1,640個同類單位。

### 夾心階層住屋計劃

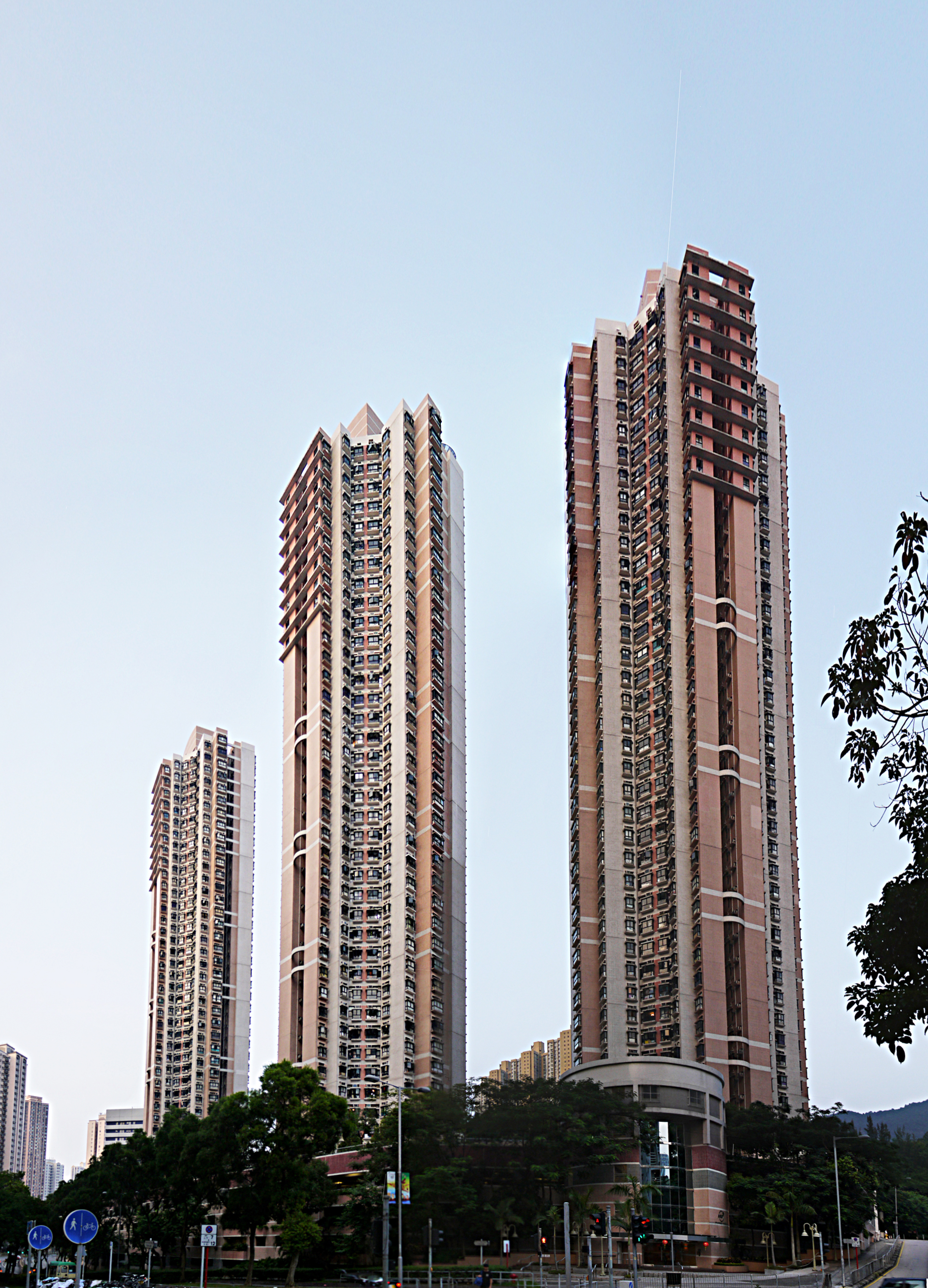
夾心階層住屋計劃
雅景臺

1992年，以港督彭定康為首的香港政府，看到中等入息家庭不夠能力在自由市場置業，而他們的資產及入息又超過了申請出租公屋和居屋的資格，成為了「夾心階層」。政府有見及此，遂委托房協興建的夾心階層住屋計劃出售單位，該計劃下的單位間格、設計及用料比房協及房委會以往的住宅計劃更高級，甚至媲美私人樓宇，每個發展項目皆採用了不同的主題去設計，別具特色。並以低於市值的優惠價格發售予中等入息家庭，並設資產及入息上下限。買主須符合指定的申請資格，購入單位後亦須受到五年的轉售限制。
首個項目——青衣宏福花園於1995年建成，總共有10個項目亦已先後完成，單位面積介乎45至76平方米，間隔由兩房兩廳及三房兩廳（附一或兩個浴室），這計劃共提供了8,920個單位。在2000年後，由於樓價下調，中等入息家庭已經有能力在自由市場置業，以及要配合政府的房屋政策而停售夾屋，其中3個建築中的「夾心階層住屋計劃」的屋苑已於2000年獲政府批准改作私人樓宇，以市價在自由市場出售，這包括了位於堅尼地城的加惠臺、馬鞍山的曉峰灣畔及將軍澳的怡心園，而另外1個位於屯門第4C區的項目，獲政府批准轉作住宅發售計劃，其後項目命名為景新臺。

### 「長者安居樂」住屋計劃
「長者安居樂」住屋計劃（英語：Senior Citizen Residences Scheme（SEN））是房協為長者量身打造的一個房屋計劃。房協於1996年進行的調查顯示，中等收入長者對專為其設計的房屋需求甚為殷切。所以房協推行「長者安居樂」住屋計劃，務求達到讓長者「安枕無憂」及「頤養天年」的目的。
- 樂頤居
- 彩頤居
- 豐頤居
- 百和路樂嶺都匯第2座（建築中）

1. 1 2 3 4 5 6 7 8 9 10 11 12 13  出租屋邨與住宅發售計劃綜合屋邨

### 暫租住屋
近年，房協積極協助增加過渡性房屋的供應，以回應市民對中短期住屋的殷切需要。
- 2019年推出「未補價資助出售房屋—出租計劃」，容許房協及房委會轄下適用的資助出售單位的合資格業主，將其未補價的單位／睡房出租予正在輪候出租公屋的合資格人士，作為「暫租住屋」。計劃旨在善用現有的房屋資源，為正在輪候出租公屋的基層人士提供改善生活環境的過渡性住屋選擇。
- 2018年起先後於漁光村、觀塘花園大廈、港鐵公司位於大埔的物業「策誠軒」及樂民新村推出過渡性房屋項目，將空置的單位翻新後供正在輪候出租公屋的的申請人申請暫住。

### 非資助房屋
香港房屋協會的非資助房屋項目包括有：市區改善計劃、市值發展項目、優質長者房屋以及與市區重建局合作的重建項目。

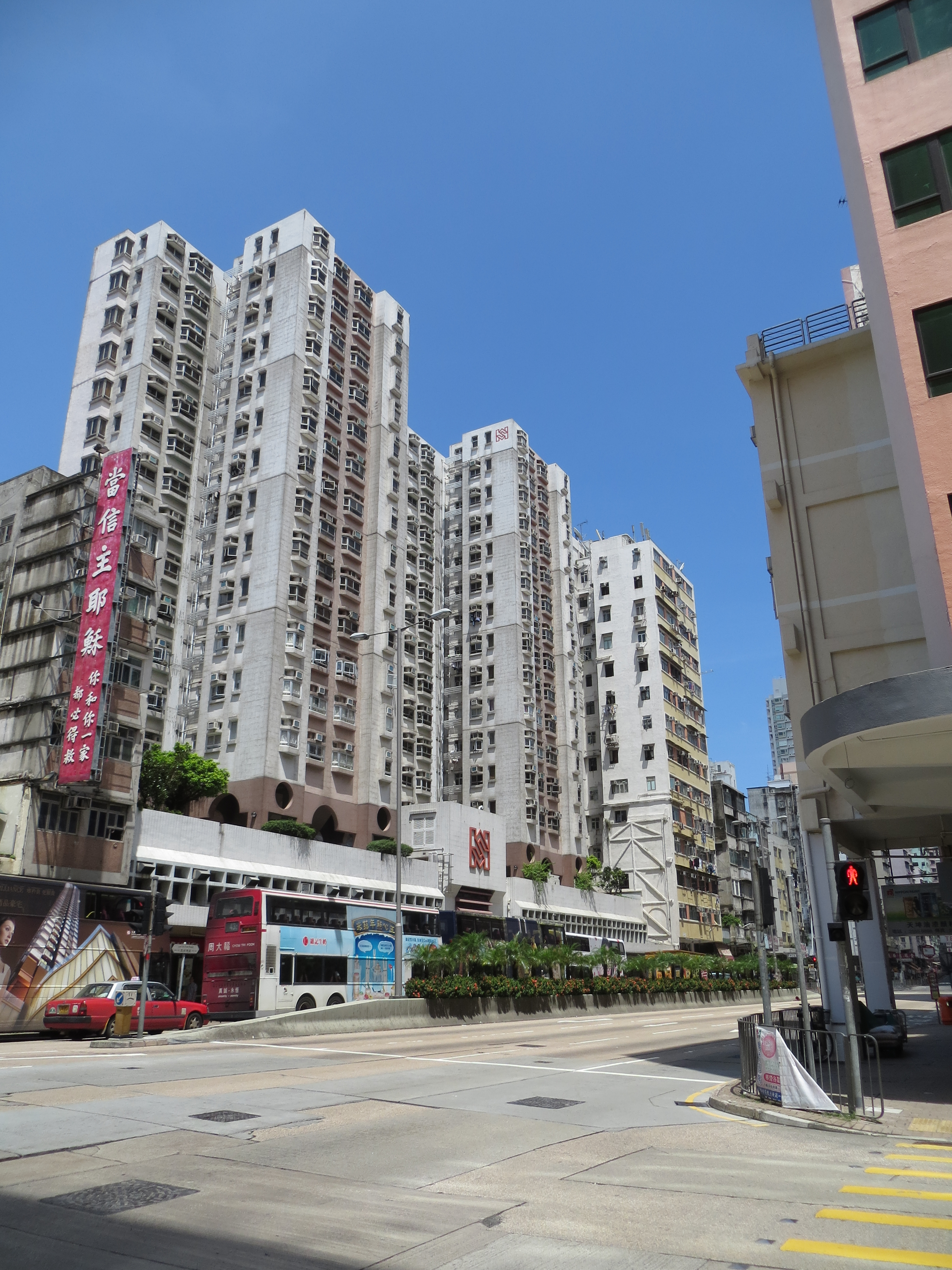
位於荔枝角道與楓樹街交界的非資助房屋萬盛閣。
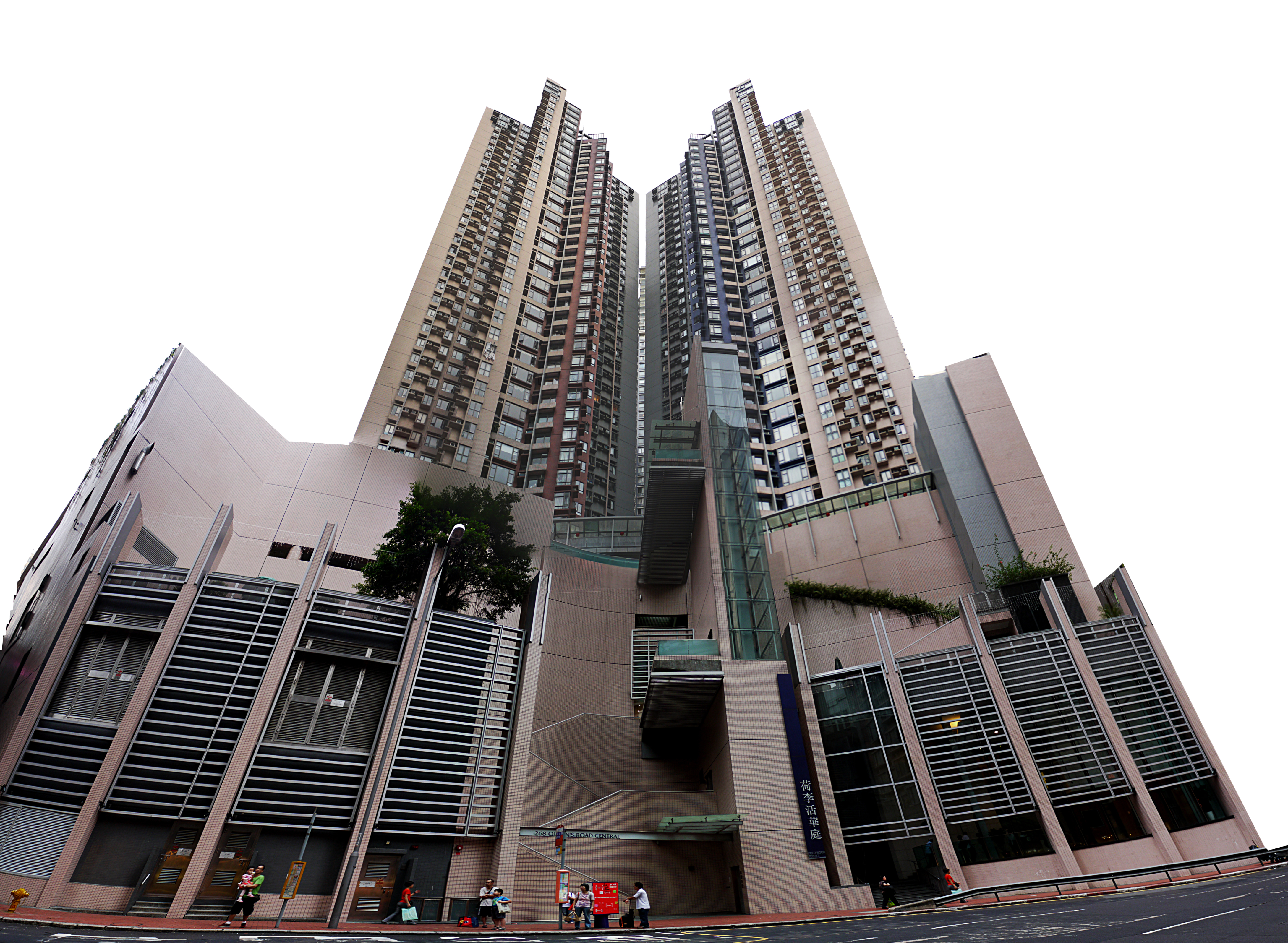
最後一個市區改善計劃 華庭

### 市區改善計劃
香港大部份位於市區的樓宇都建於1930至40年代，樓宇因日久失修，已呈老化迹象，部份樓宇更殘破不堪。為改善舊區居民的生活環境，房協於1974年接受政府邀請及其所提供的一億元的長期貸款，推行「市區改善計劃」，其目的為改進市區之居住環境，包括將殘破及不適宜作為居住用途的舊樓拆卸重建，提供設備完善及有妥善管理的住宅外，還注重提供社區設施及休憩場地，並盡可能安排受遷拆影響的舊樓住戶遷居到同一地區內由房協興建之新樓。此計劃於堅尼地城推出了首個「市區改善計劃」項目——美新樓。
截至1999年，房協已完成30個不同規模的項目，座數最多的項目是羲皇臺共有12座，單位最多的項目是欣榮花園共有900伙，而此計劃因為與市區重建局及前土地發展公司職能重疊，加上房協只是非牟利機構，以及1990年代起香港的地產市塲競爭激烈，同時政府也沒有賦予其使用「土地收回條例」的權力，因此這計劃下所建成的大多是較小型的單幢式住宅樓宇，且集中在中西區，多年以來，收效不大，耗時也久，欠缺效率，更無法應付愈來愈龐大的市區重建的需求；所以隨著1999年最後一個市區改善計劃荷李活華庭的落成而結束，而荷李活華庭在2003年榮獲亞洲建築師協會金獎；之前也獲香港建築師學會頒發2001年的優異獎狀，以表揚其獨特和改善市區的建築設計，以及向發展機構及建築師表揚他們因為由1987年開始建築設計，堅持到1999年落成為止的不屈不撓精神。
房協因推行了多年「市區改善計劃」而累積了豐富的市區重建經驗，以及擁有龐大的出租屋邨作遷拆戶的安置資源，所以近年積極與「市區重建局」合作推動市區重建，市區重建局負責收購及引用「官地收回條例」收樓，而房協則負責提供安置資源，建築，售樓及售後管理服務。
多年來「市區改善計劃」共提供5620個單位。房協在發展市區改善計劃時，需要向政府繳付市值地價，而房協在收購物業時，一方面需要以市價進行收購，另一方面亦需要把合資格的受影響住戶安置。落成後的單位與私人樓宇一樣，除保留部份單位優先售予受市區改善計劃影響的住客以及願意交出房協出租單位的租戶外(有5年轉讓限制)，其餘單位則以「先到先得」形式透過自由市場公開發售，並無任何申請資格和轉讓限制。

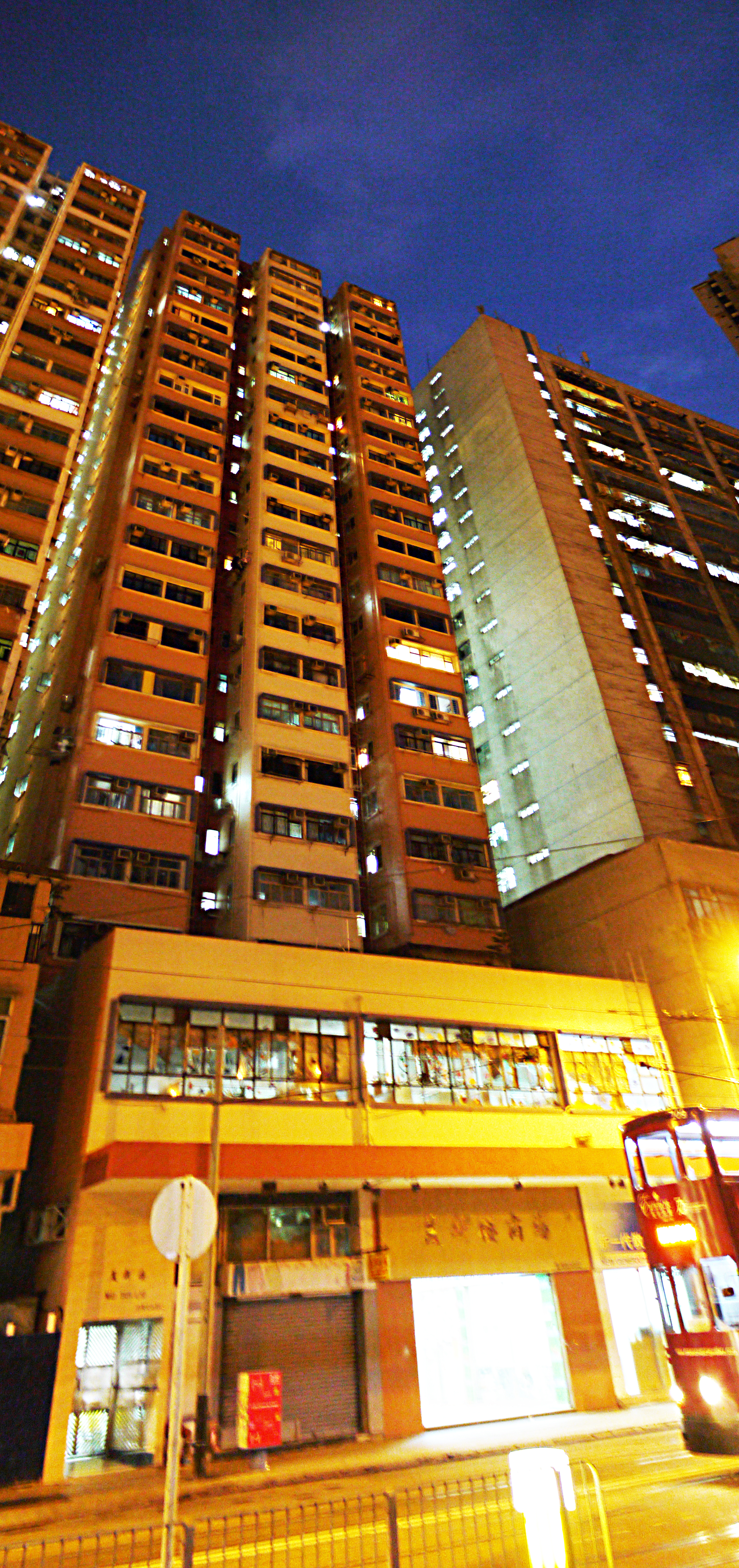
首個市區改善計劃 美新樓A座
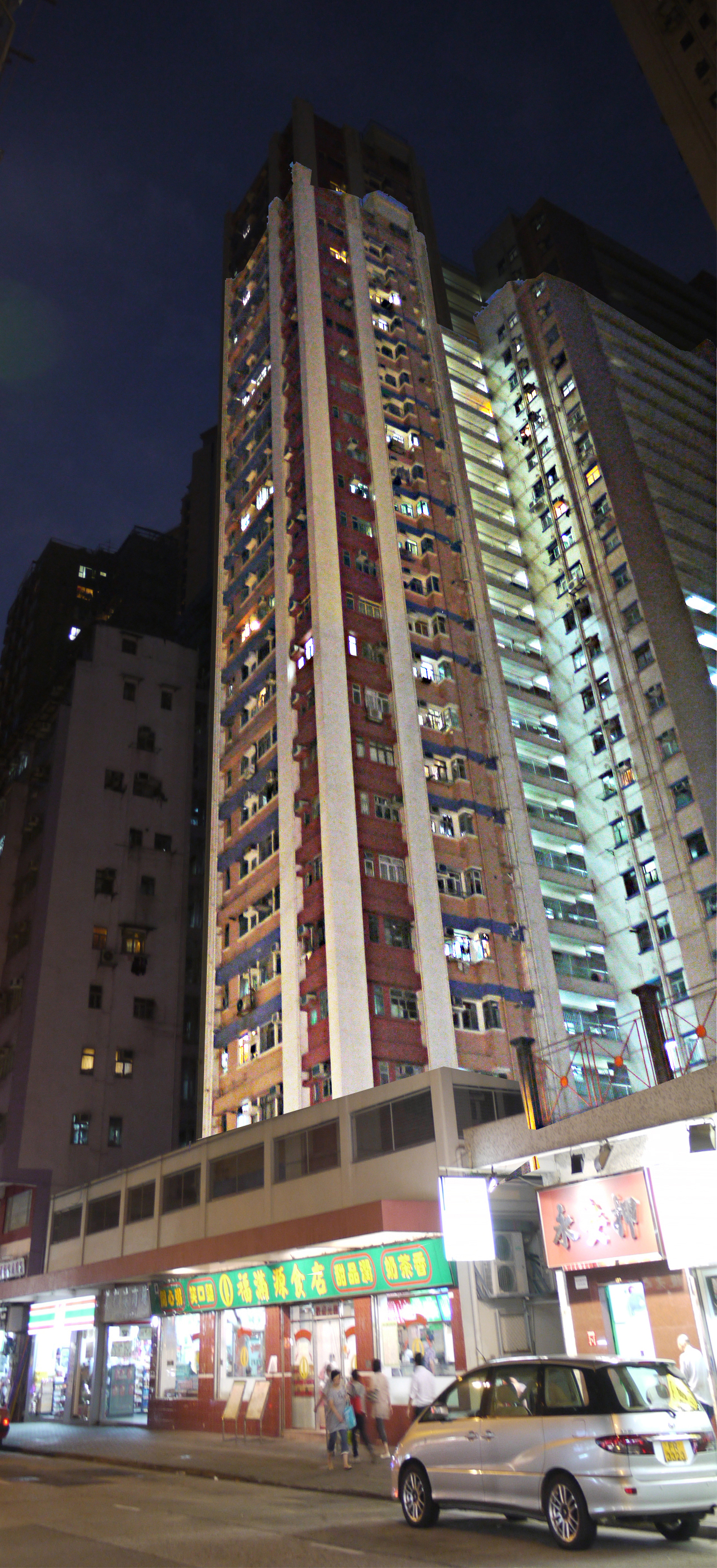
市區改善計劃 美新樓B座
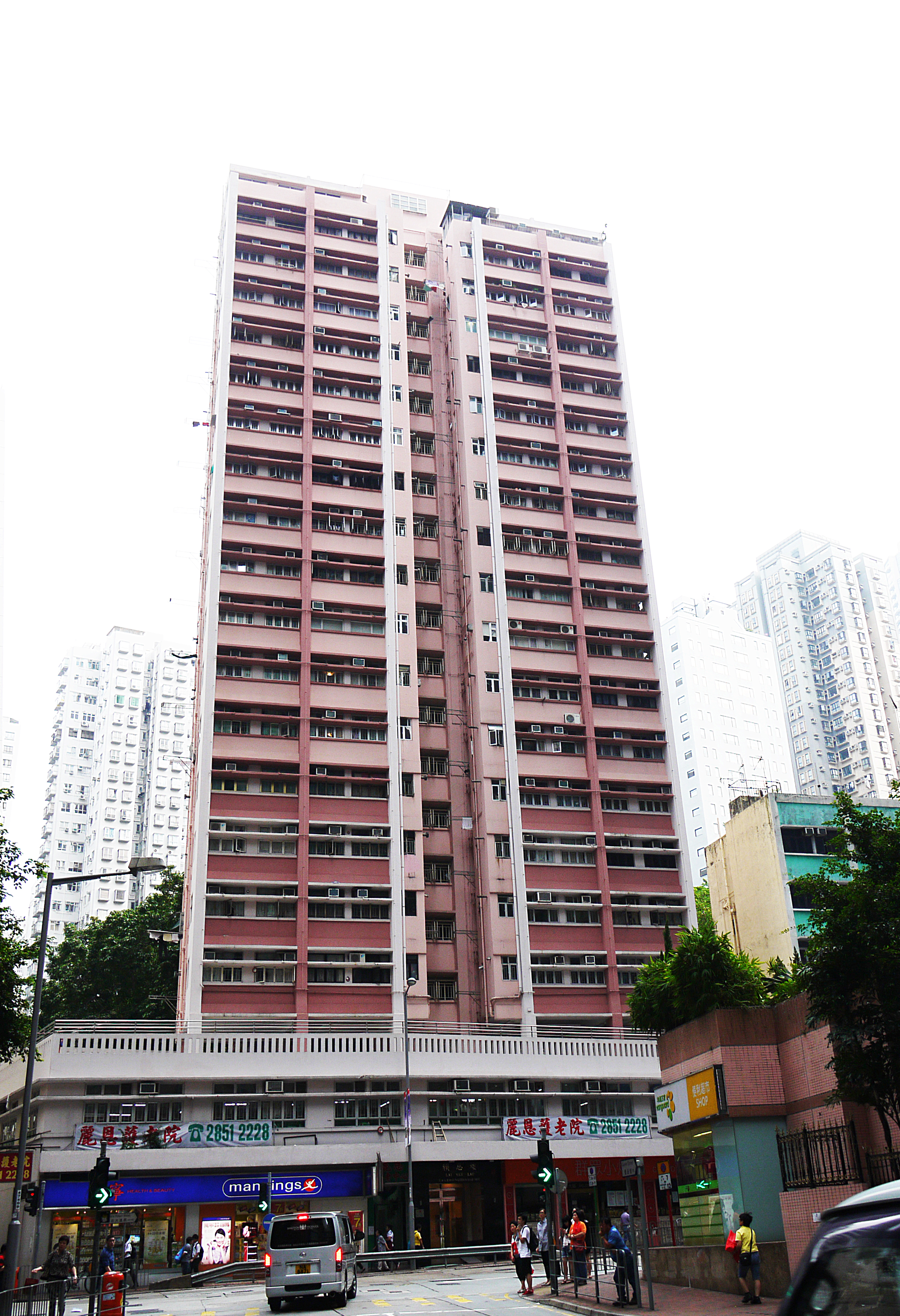
市區改善計劃 賴恩樓
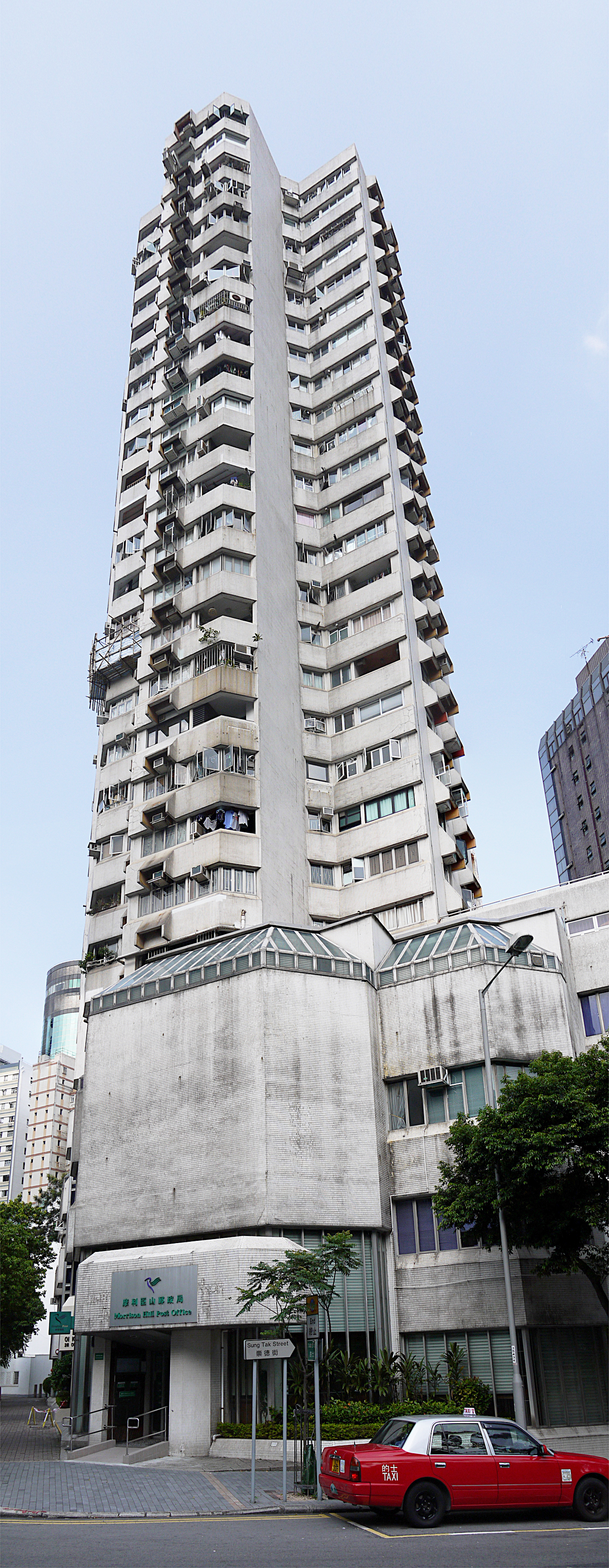
市區改善計劃 愛群閣
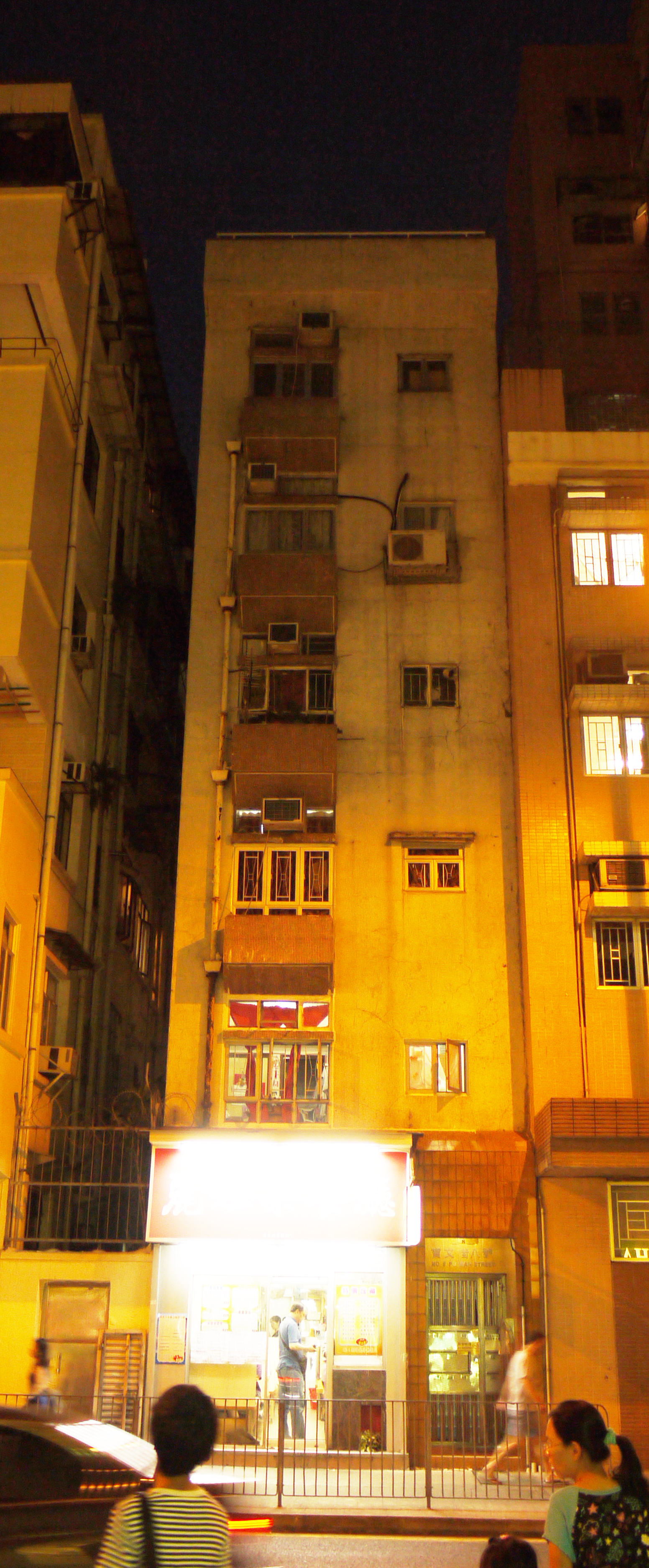
市區改善計劃 寶文街八號
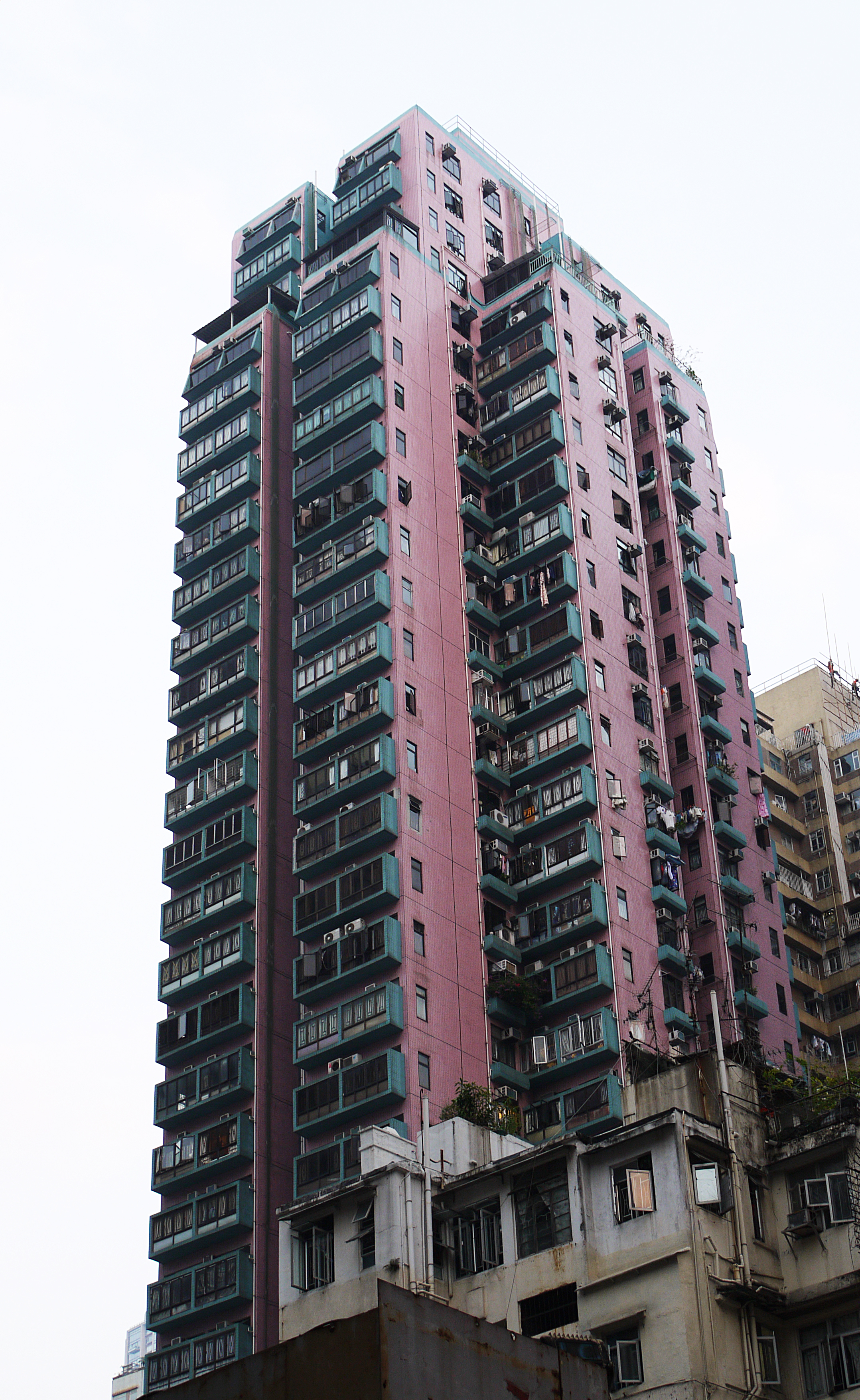
市區改善計劃 西園
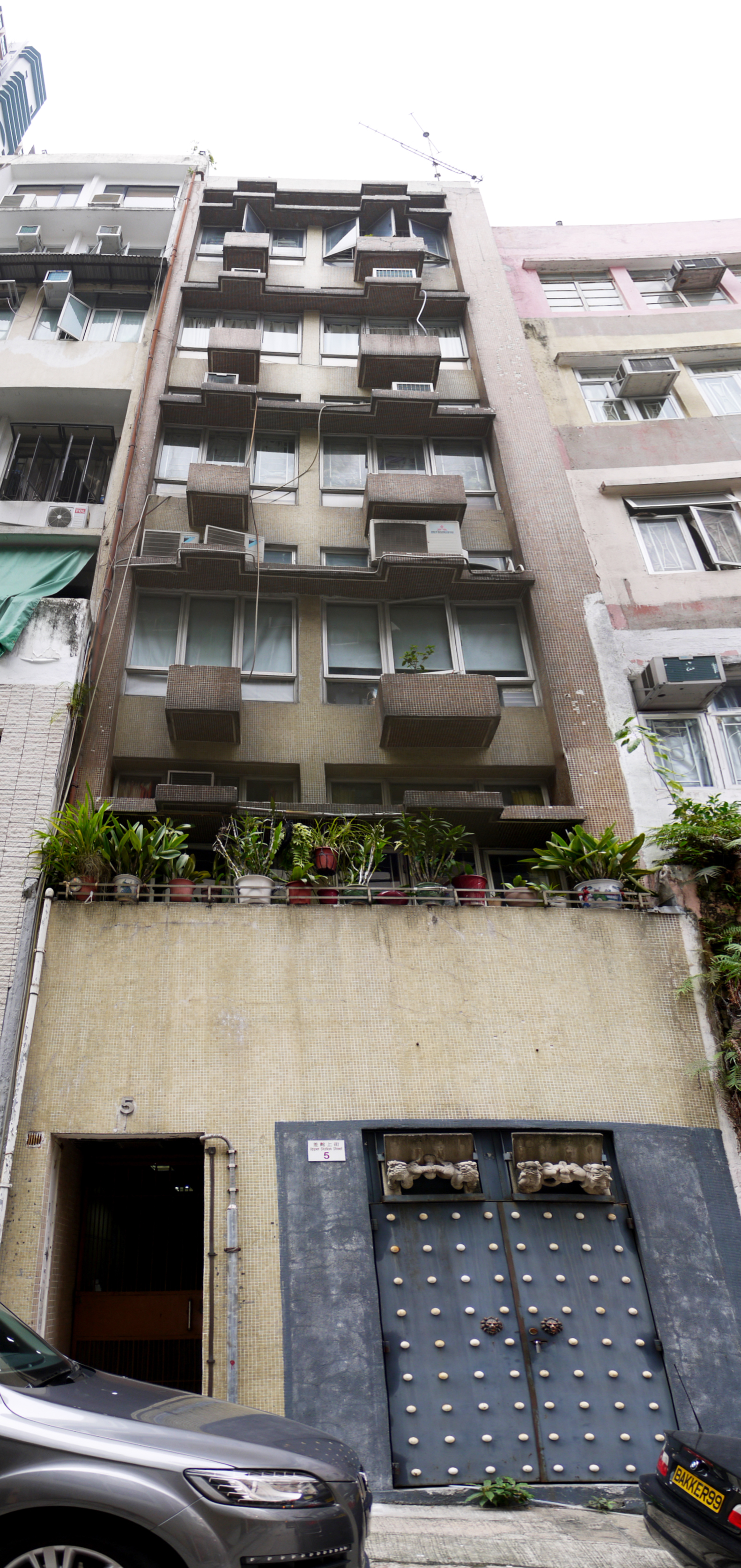
市區改善計劃 差館上街五號
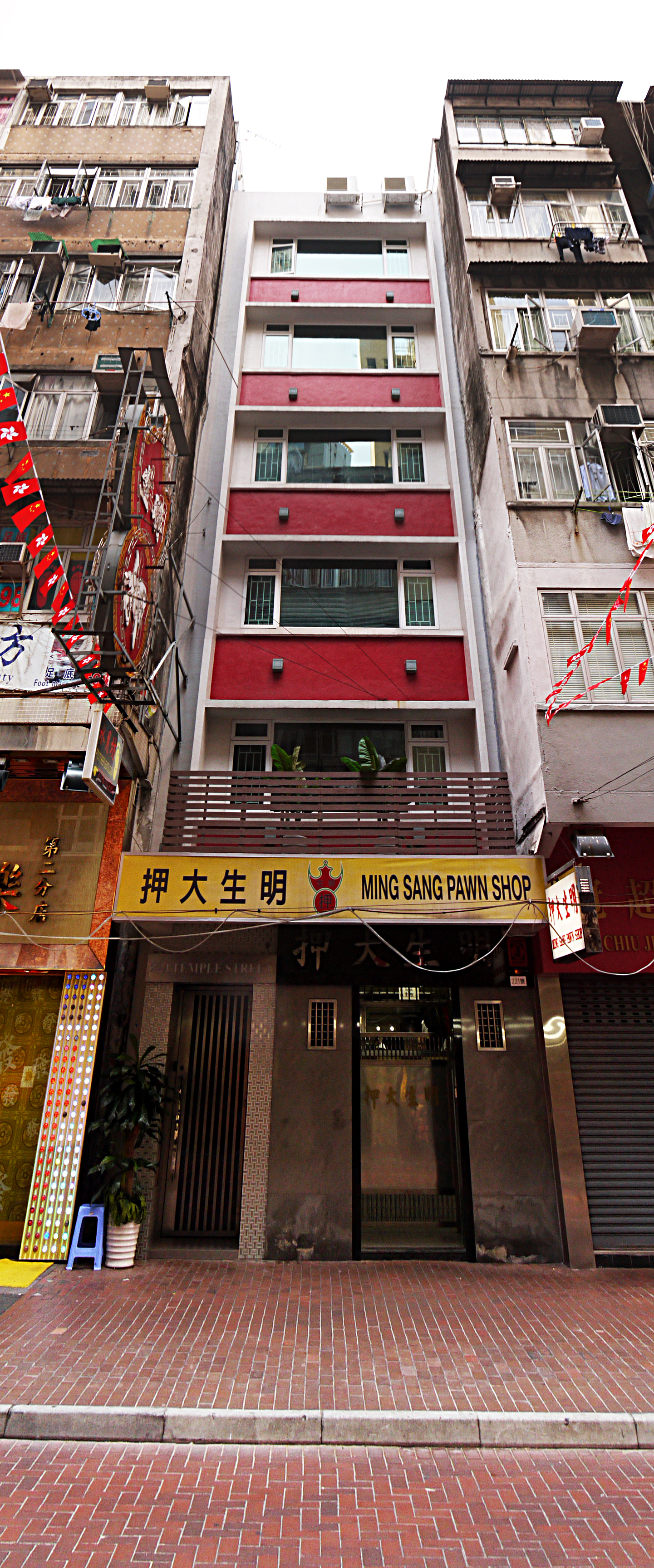
市區改善計劃 廟街221號
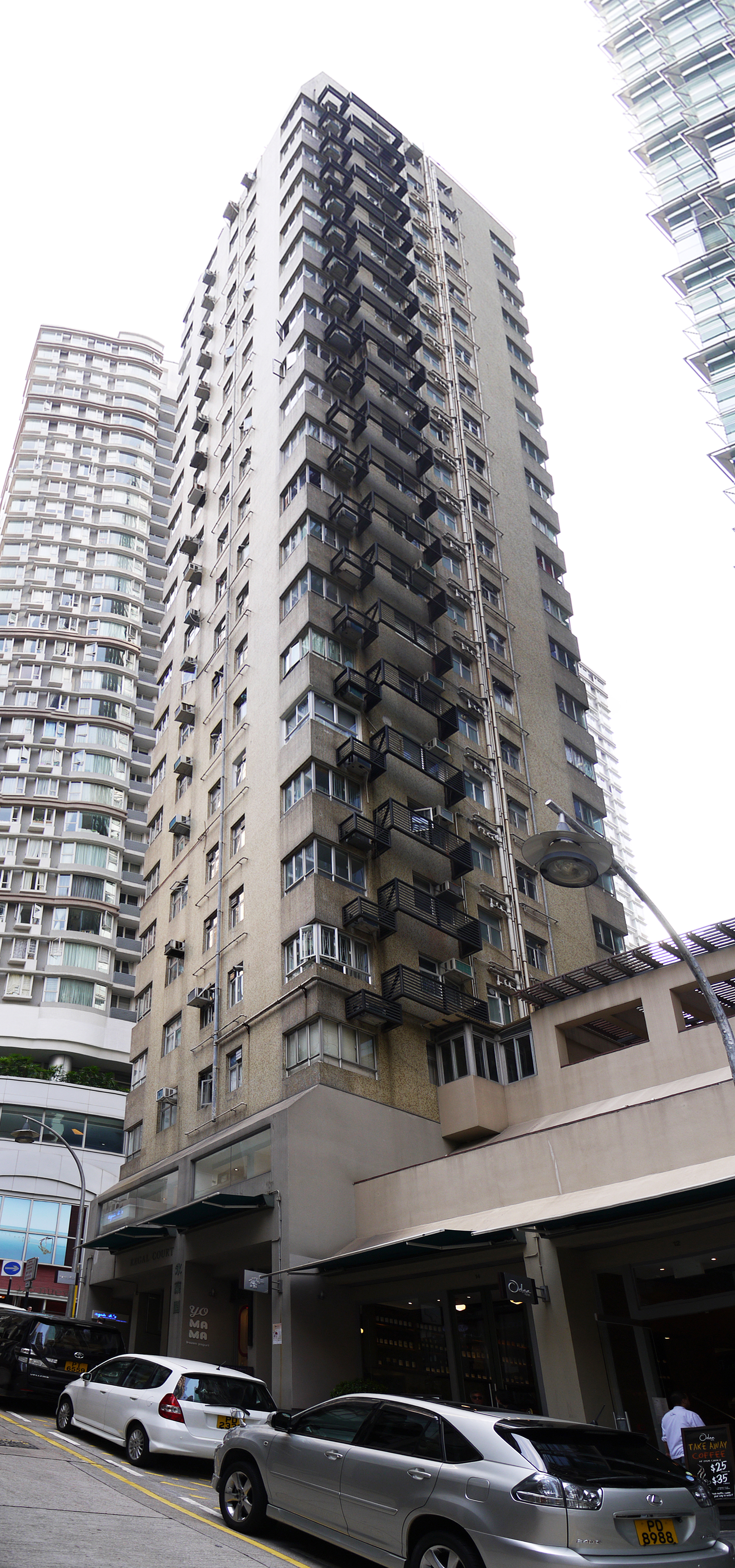
市區改善計劃 永豪閣 (已由太古集團全幢收購，並已改建及易名為Star Studio II)
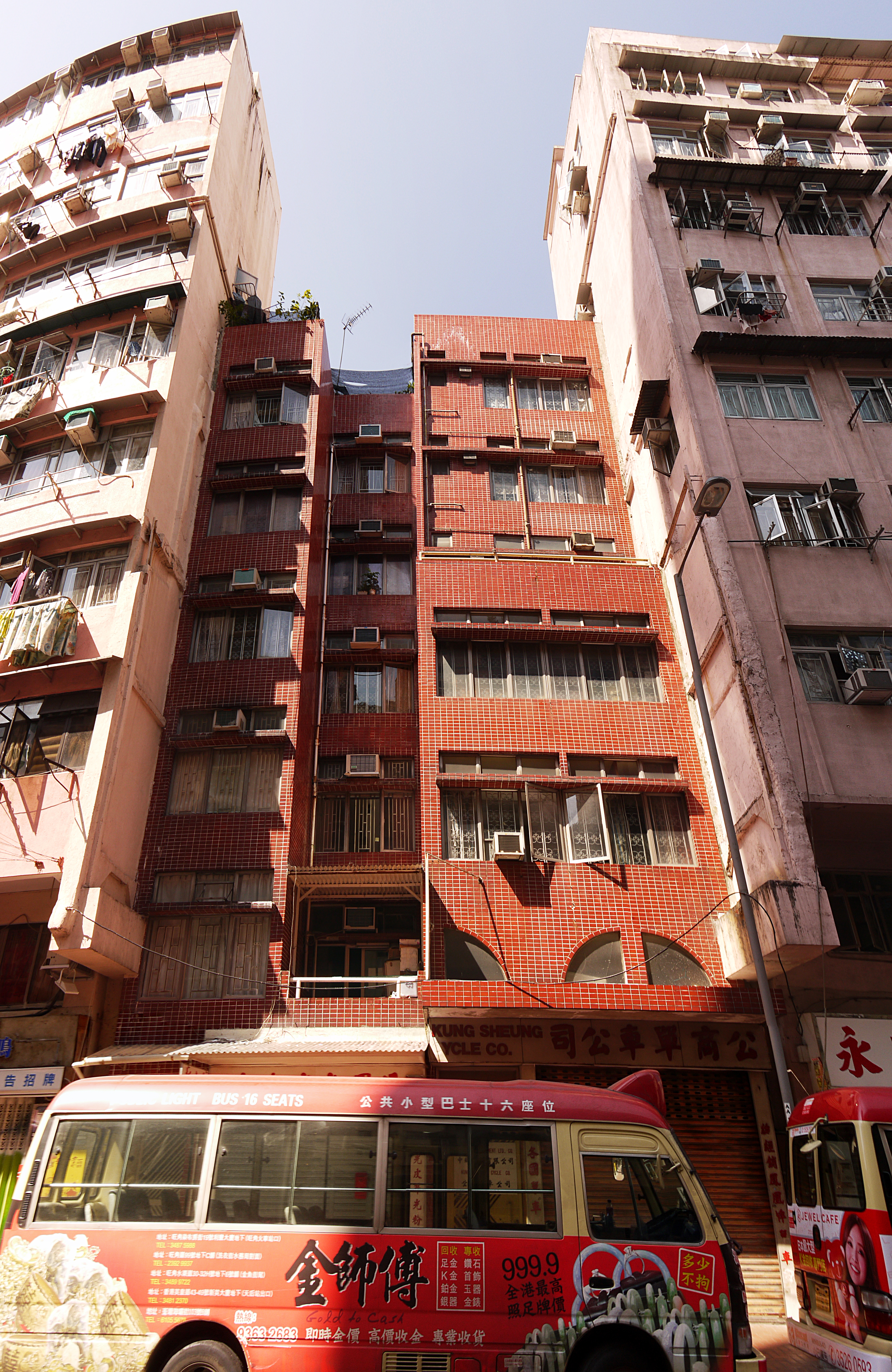
市區改善計劃 炮台街39C號
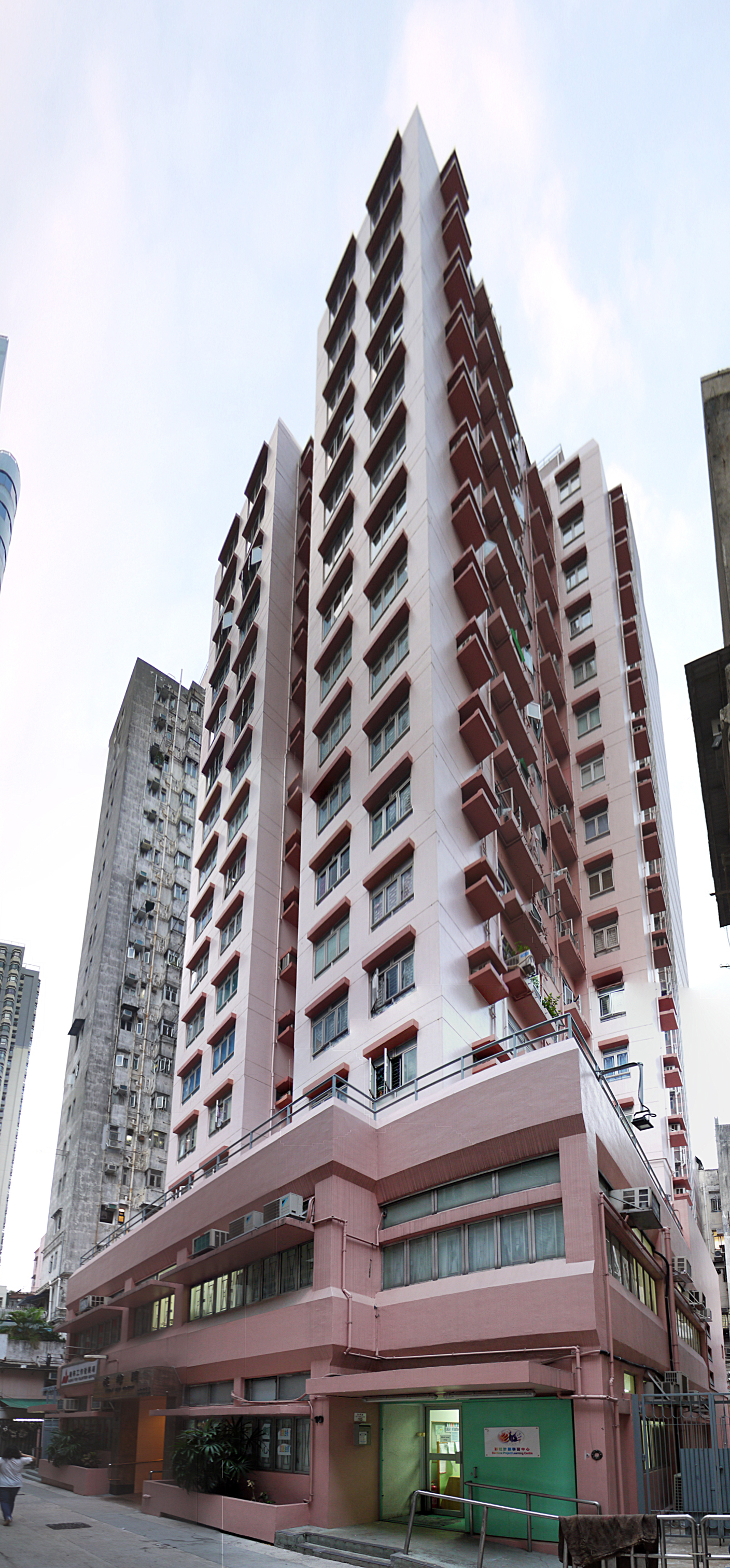
市區改善計劃 源輝閣
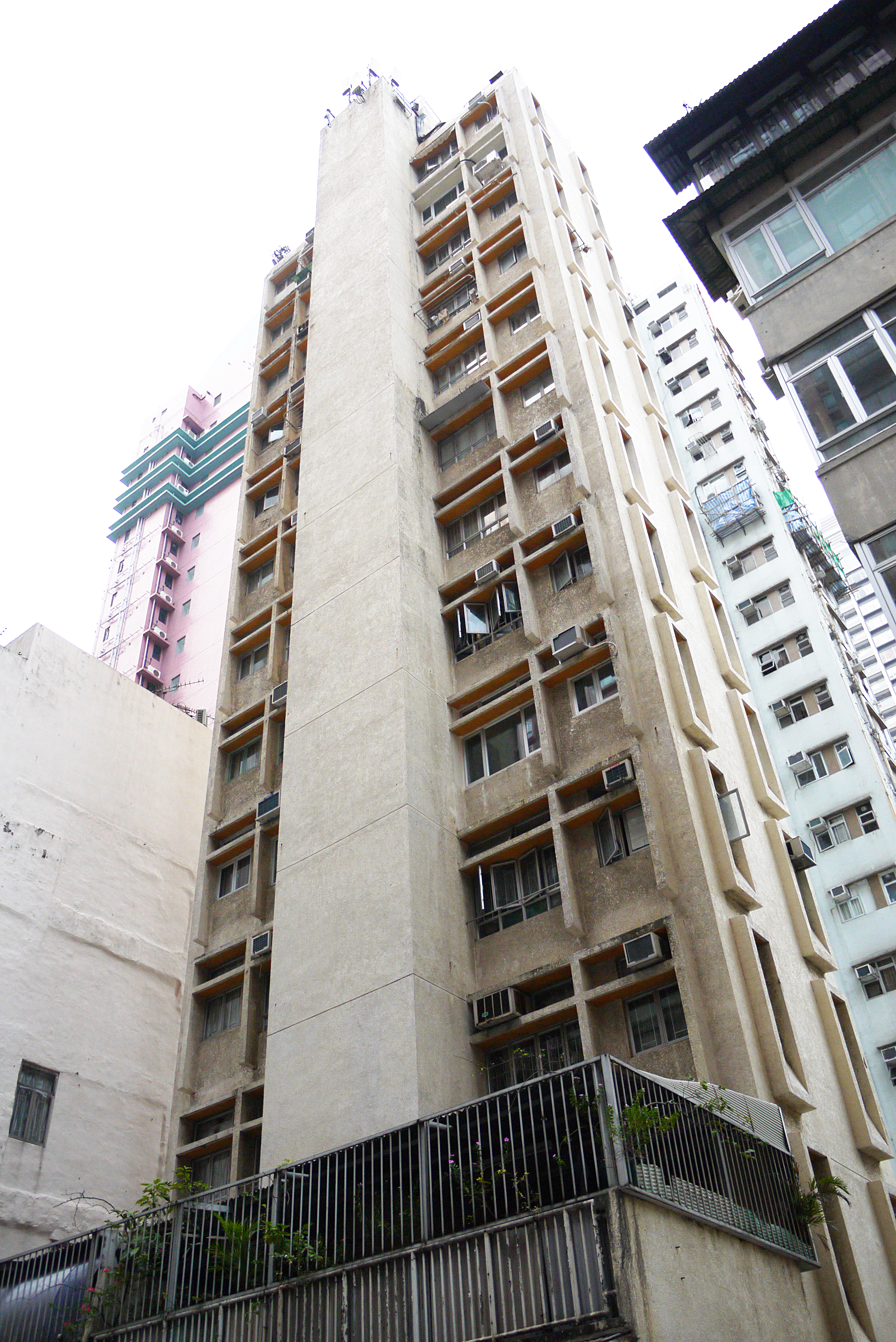
市區改善計劃 高宏閣
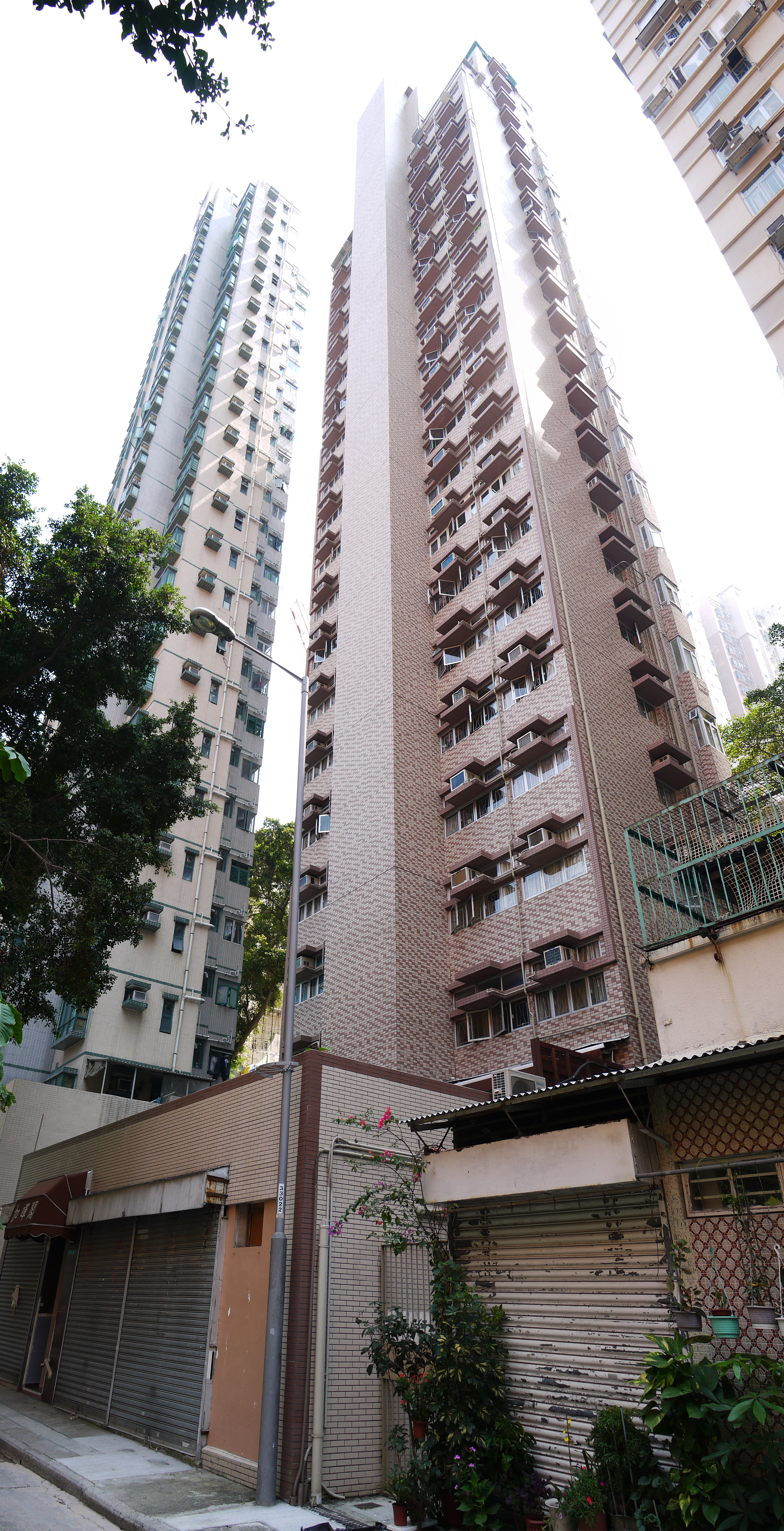
市區改善計劃 加暉閣
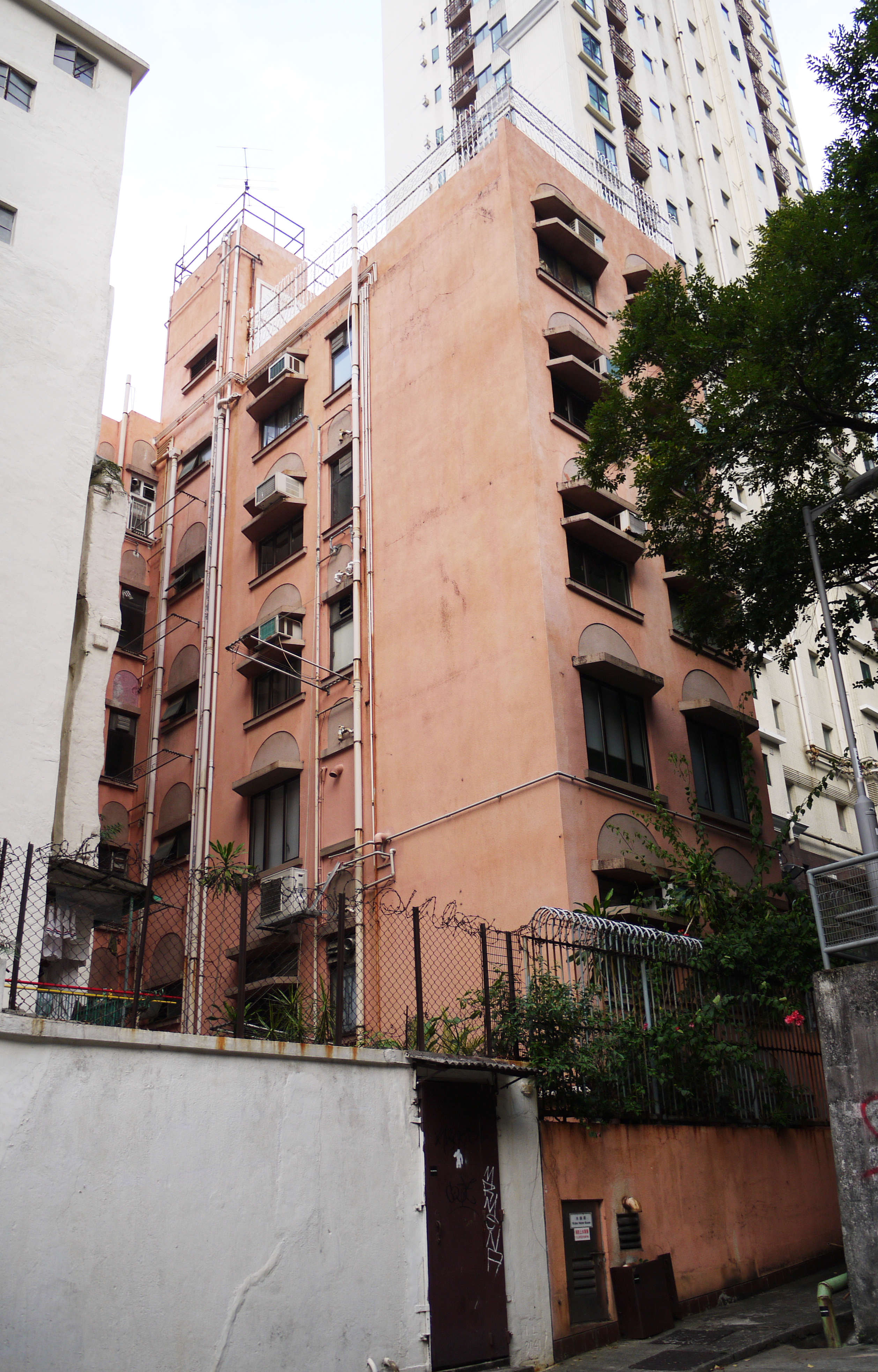
市區改善計劃 儒林臺三號
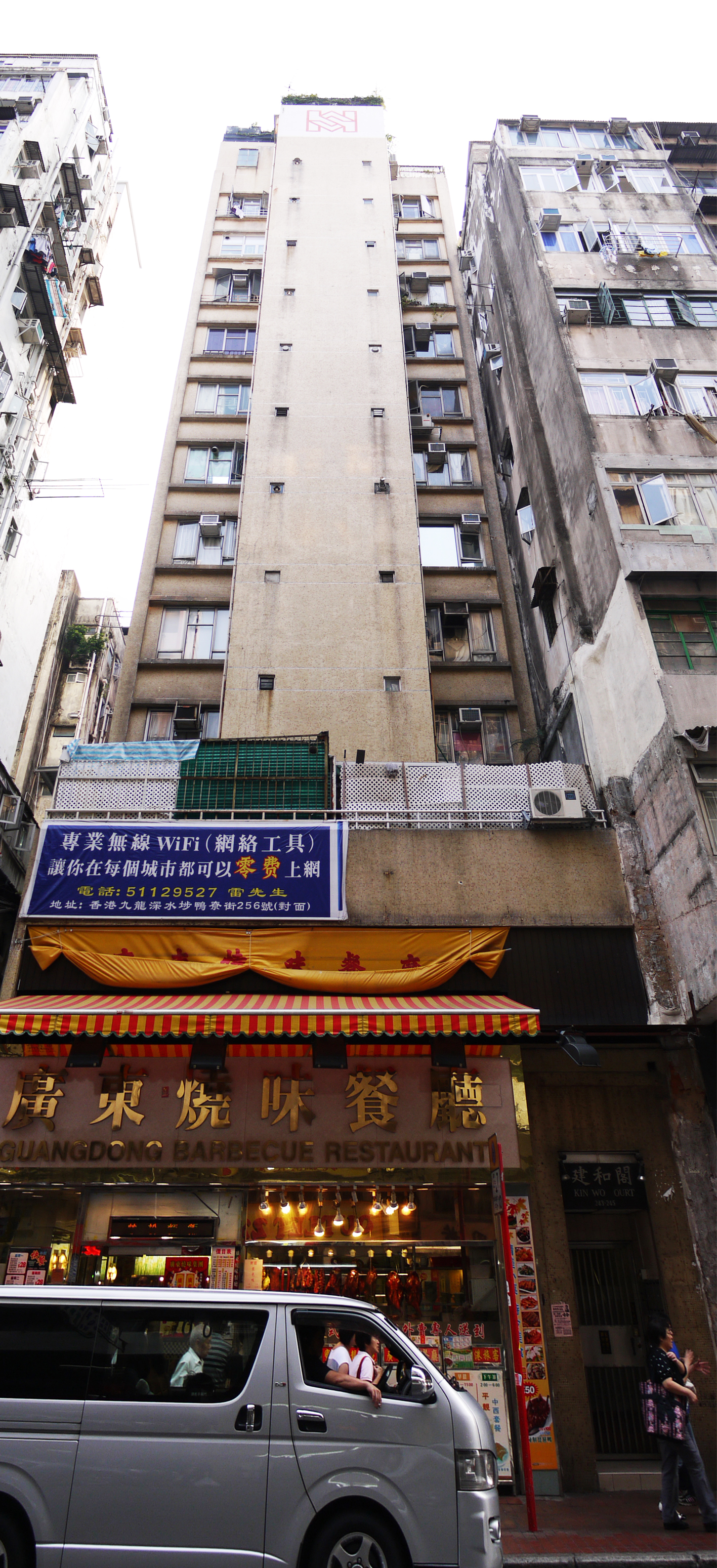
市區改善計劃 建和閣
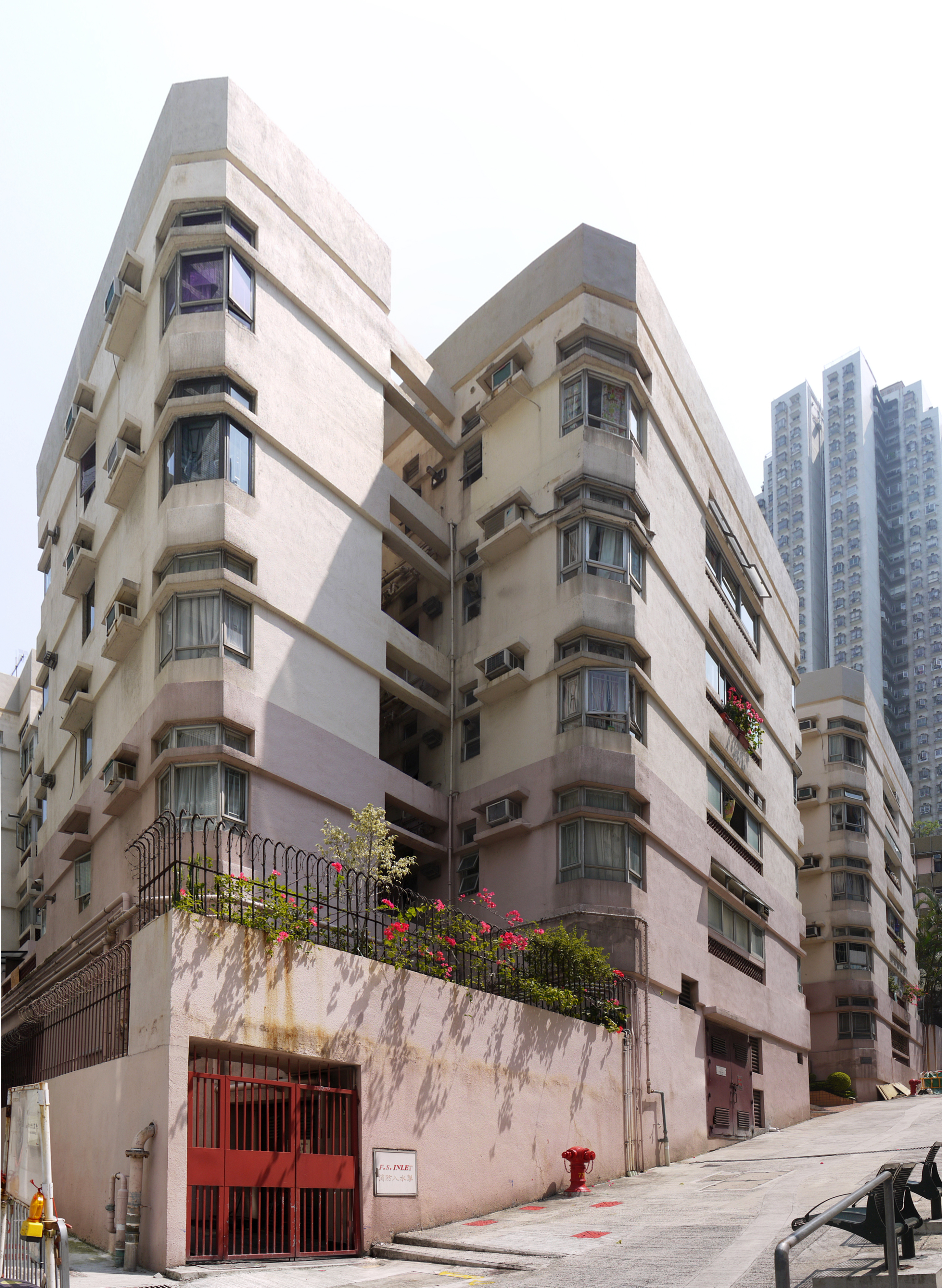
市區改善計劃 羲皇臺
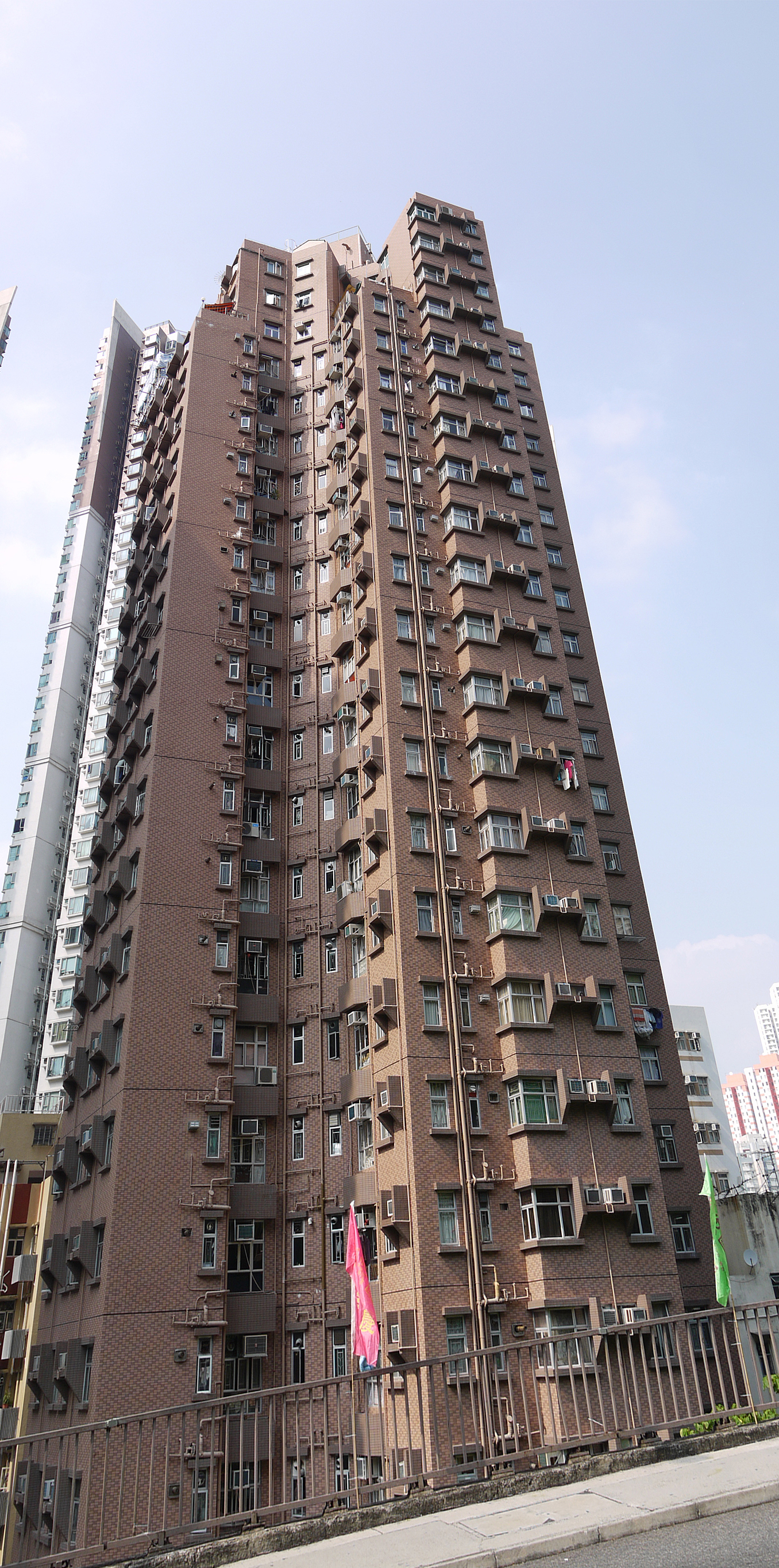
市區改善計劃 高寶閣
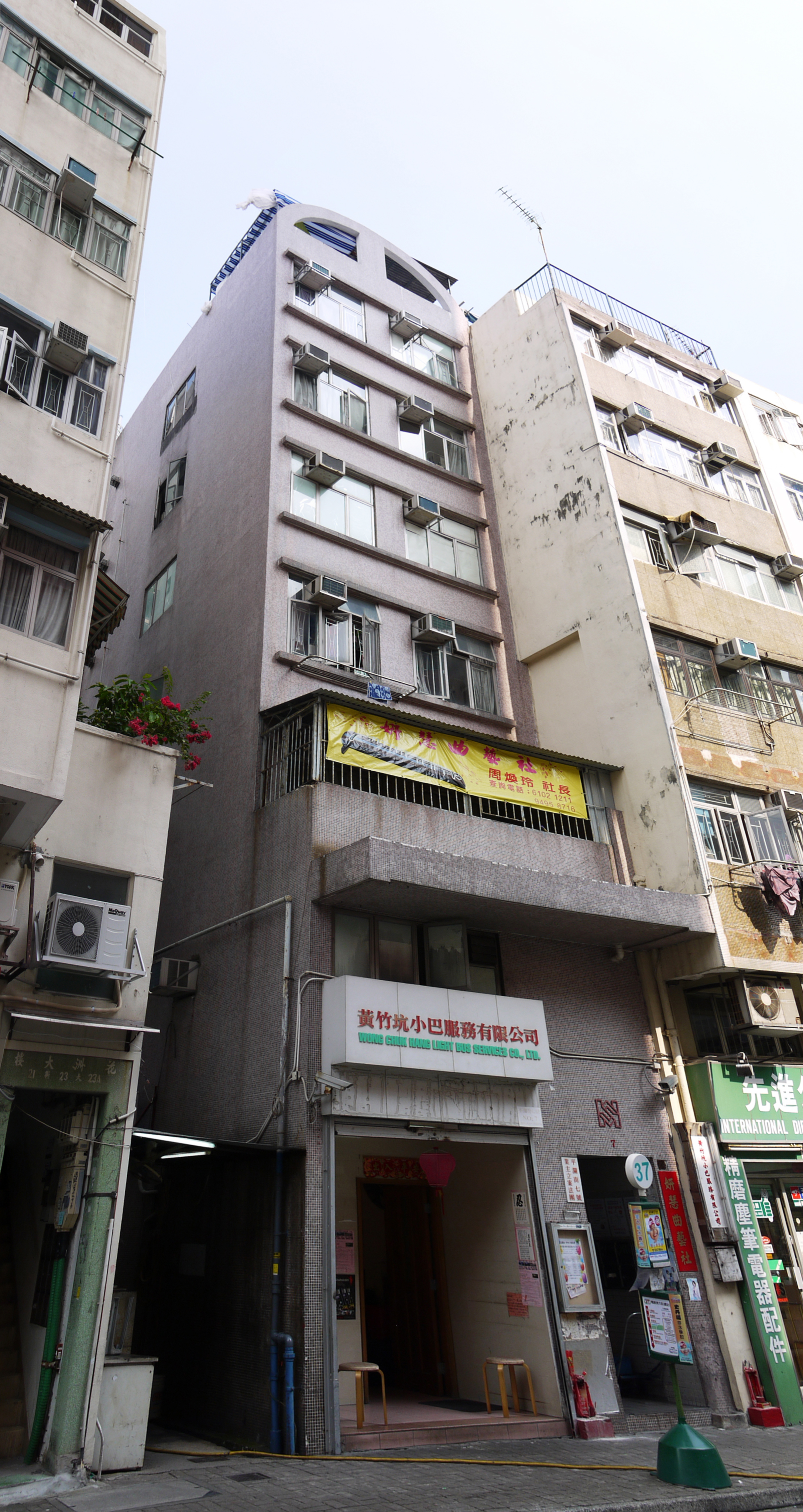
市區改善計劃 平瀾街七號
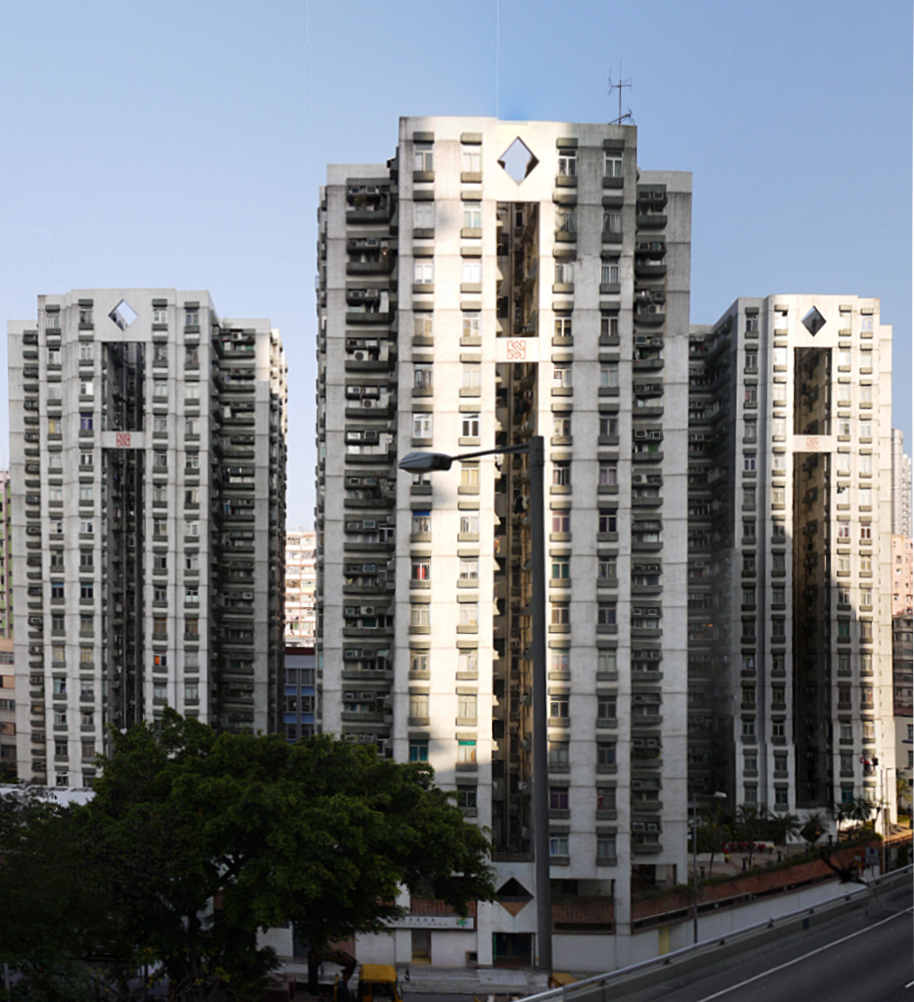
市區改善計劃 頌賢花園
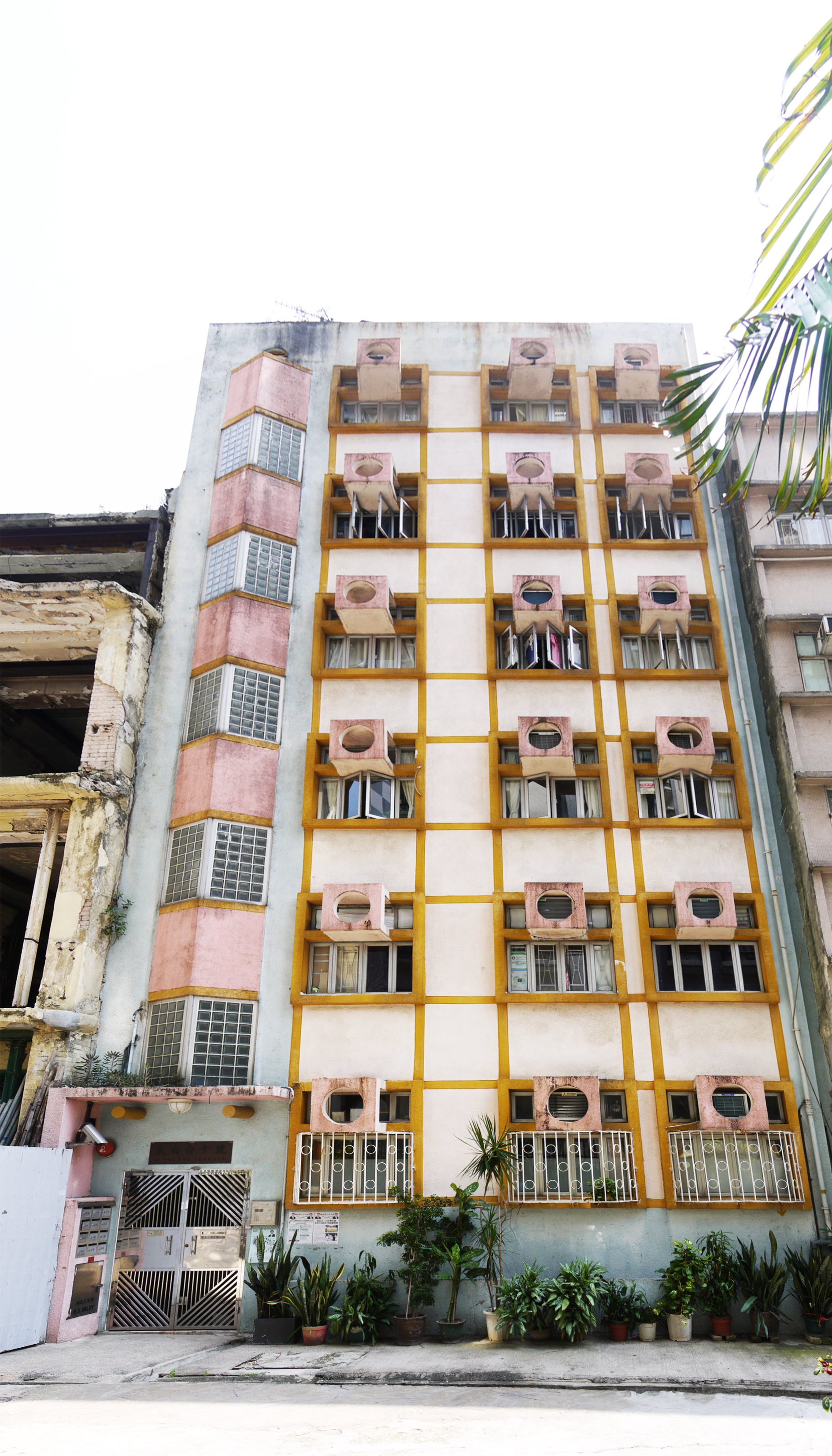
市區改善計劃 太白臺十號
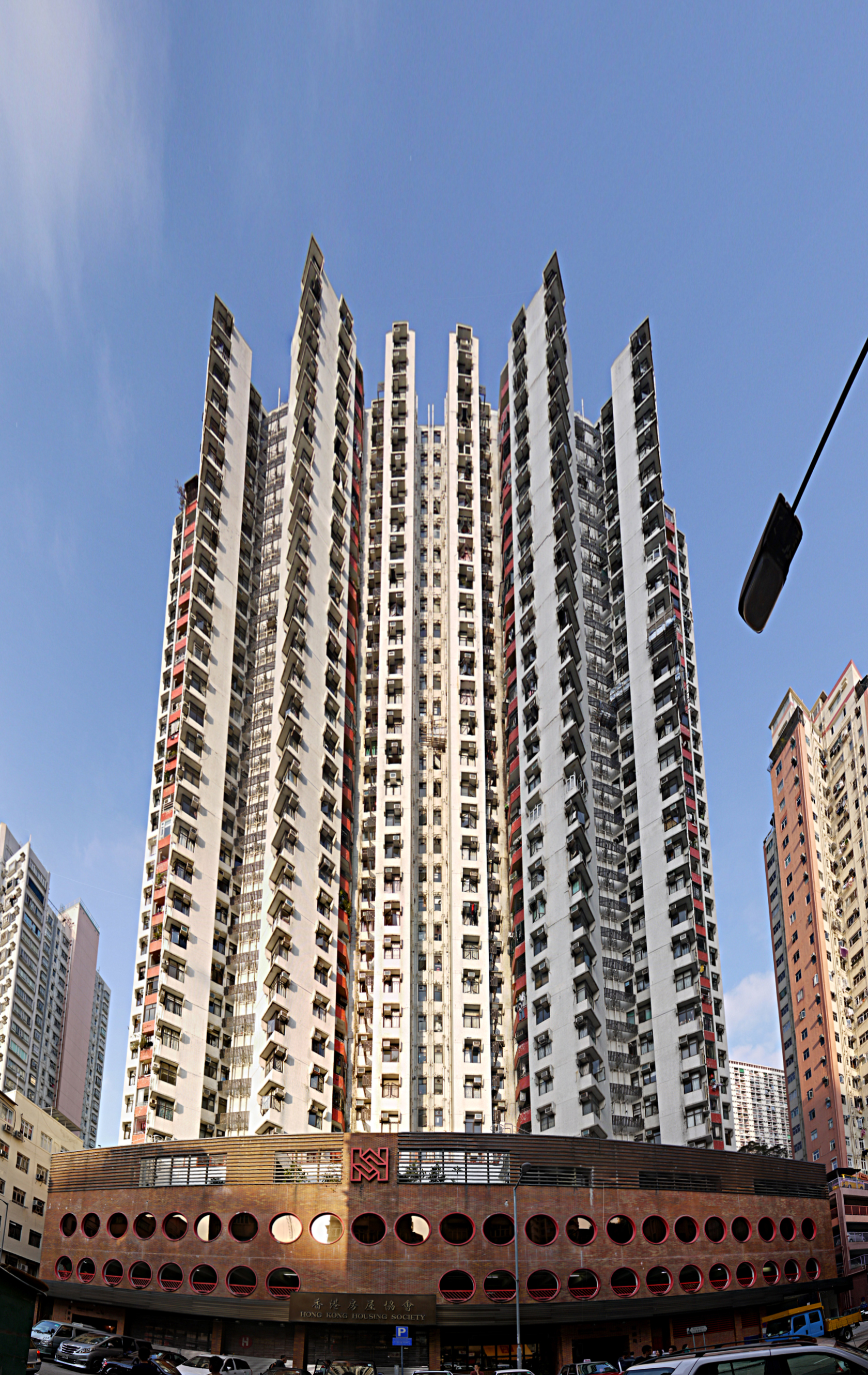
市區改善計劃 龍濤苑
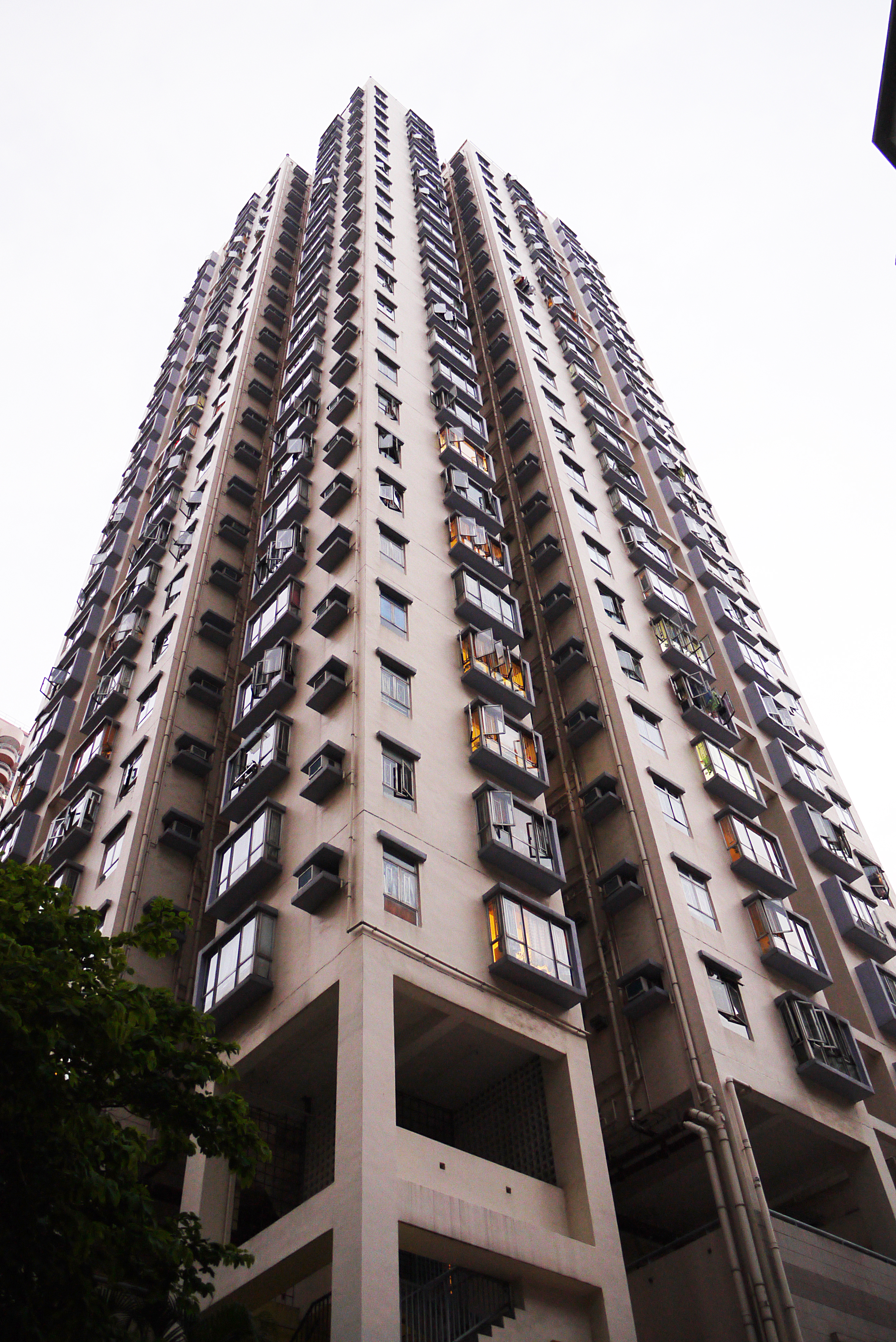
市區改善計劃 毓明閣
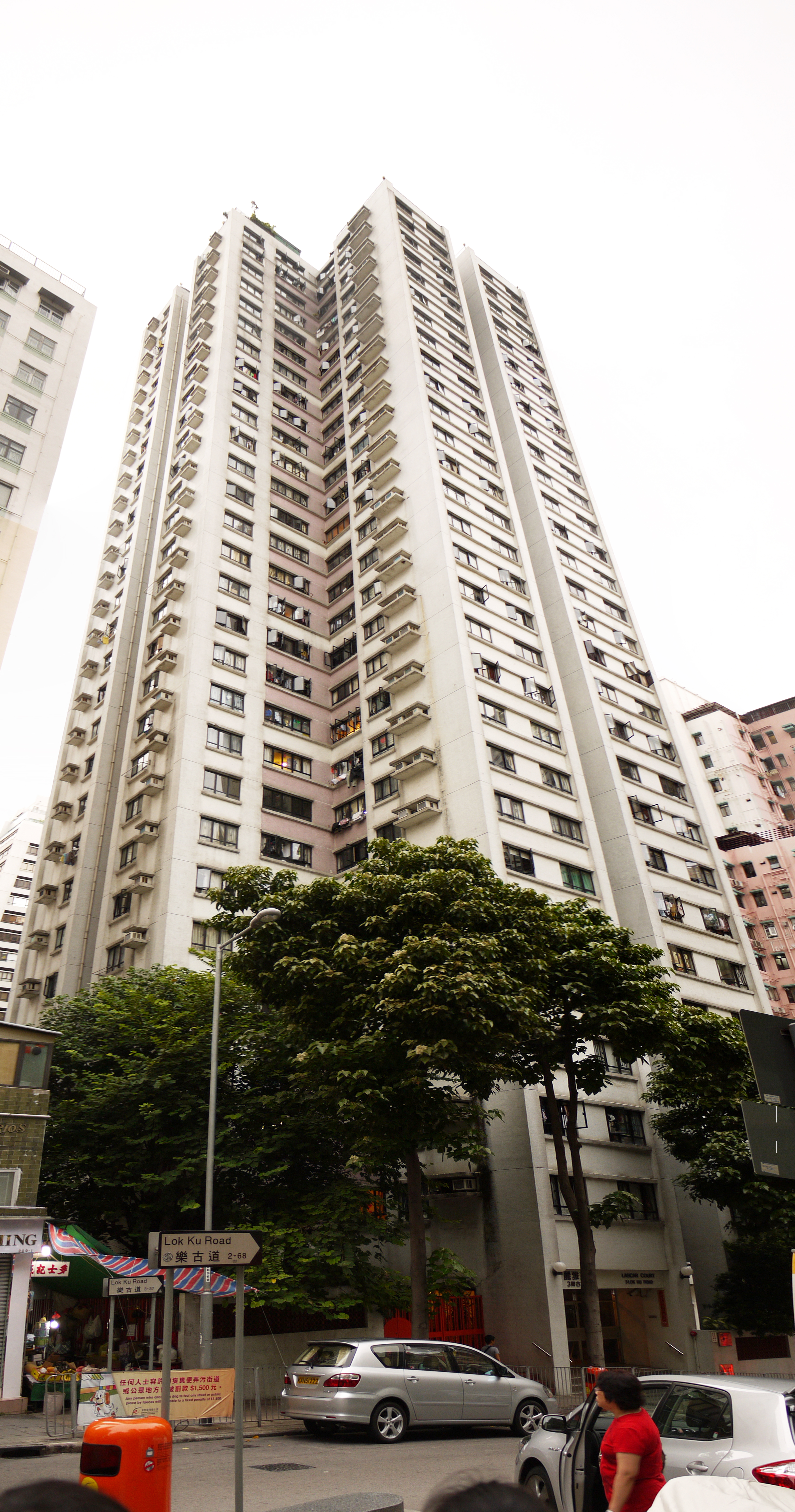
市區改善計劃 麗雅苑
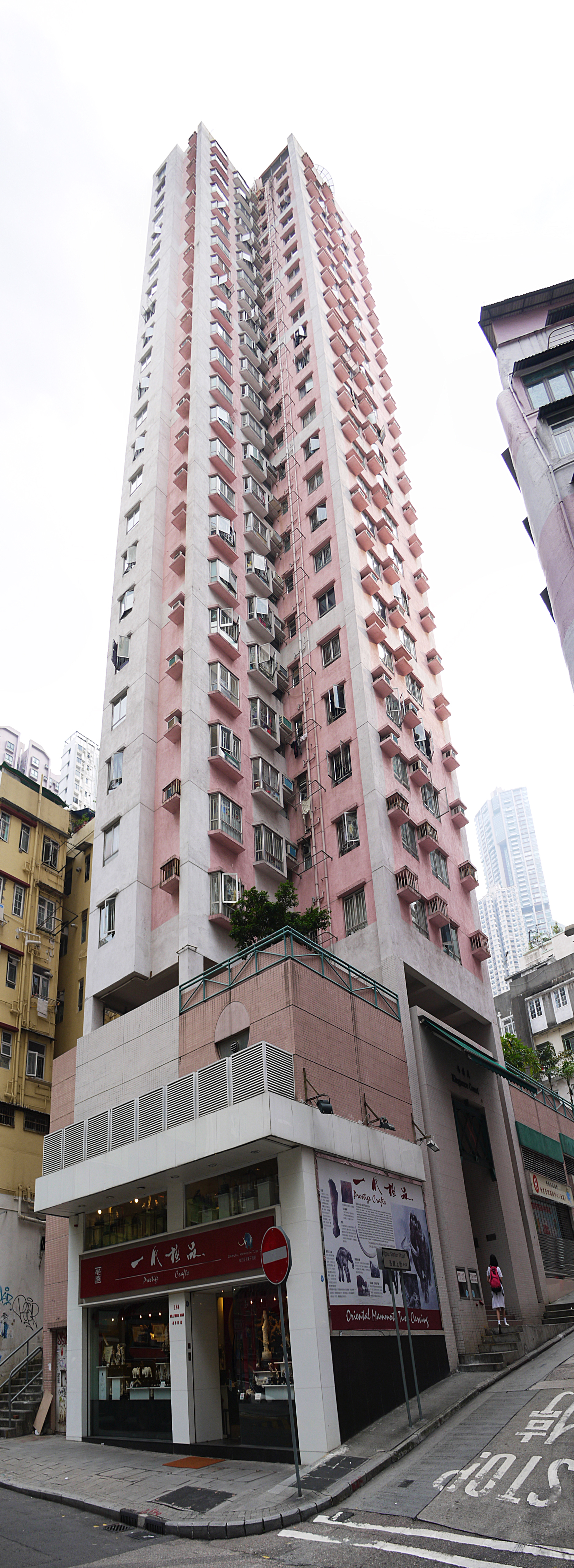
市區改善計劃 尚雅苑
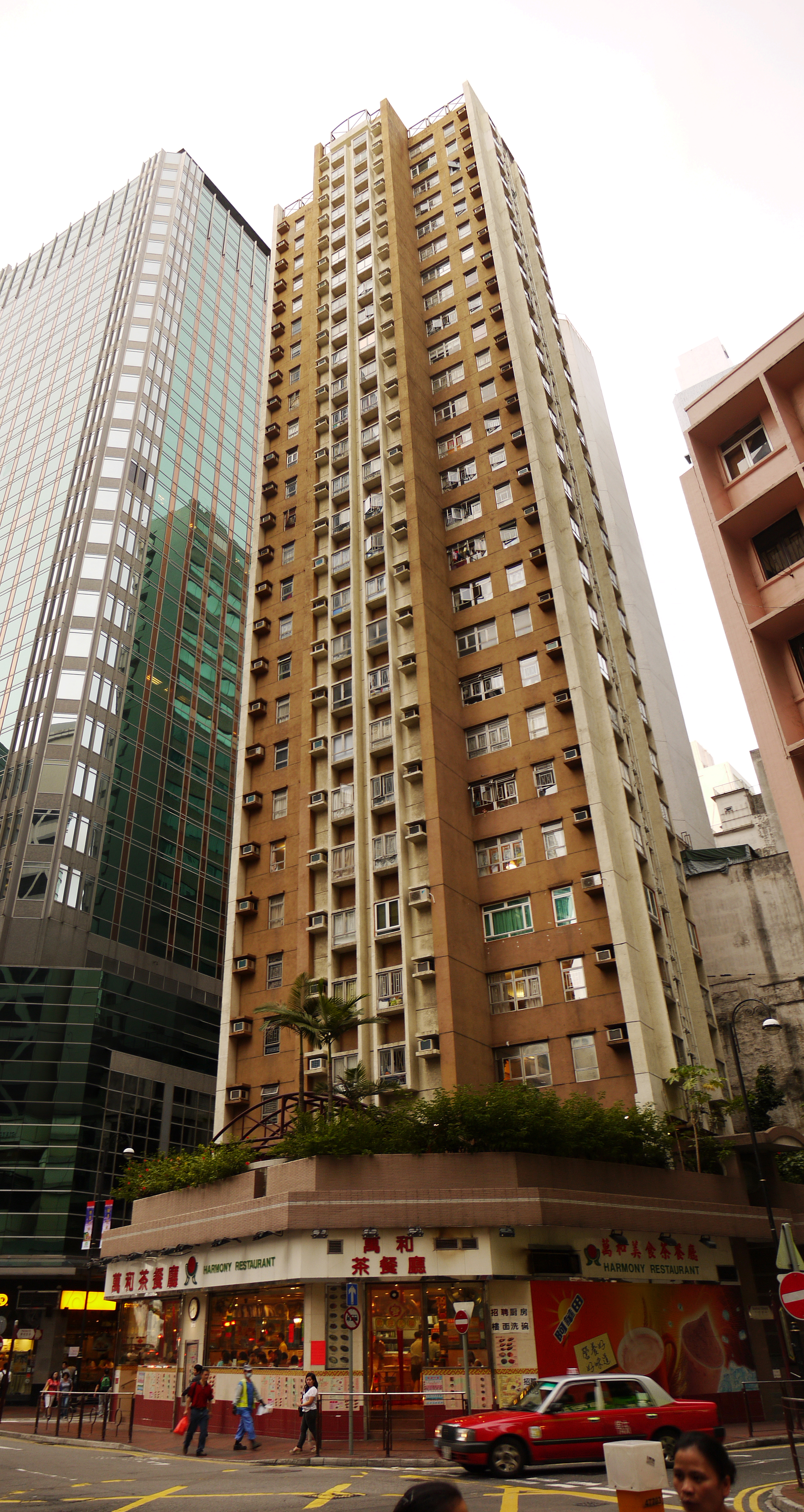
市區改善計劃 萬和閣
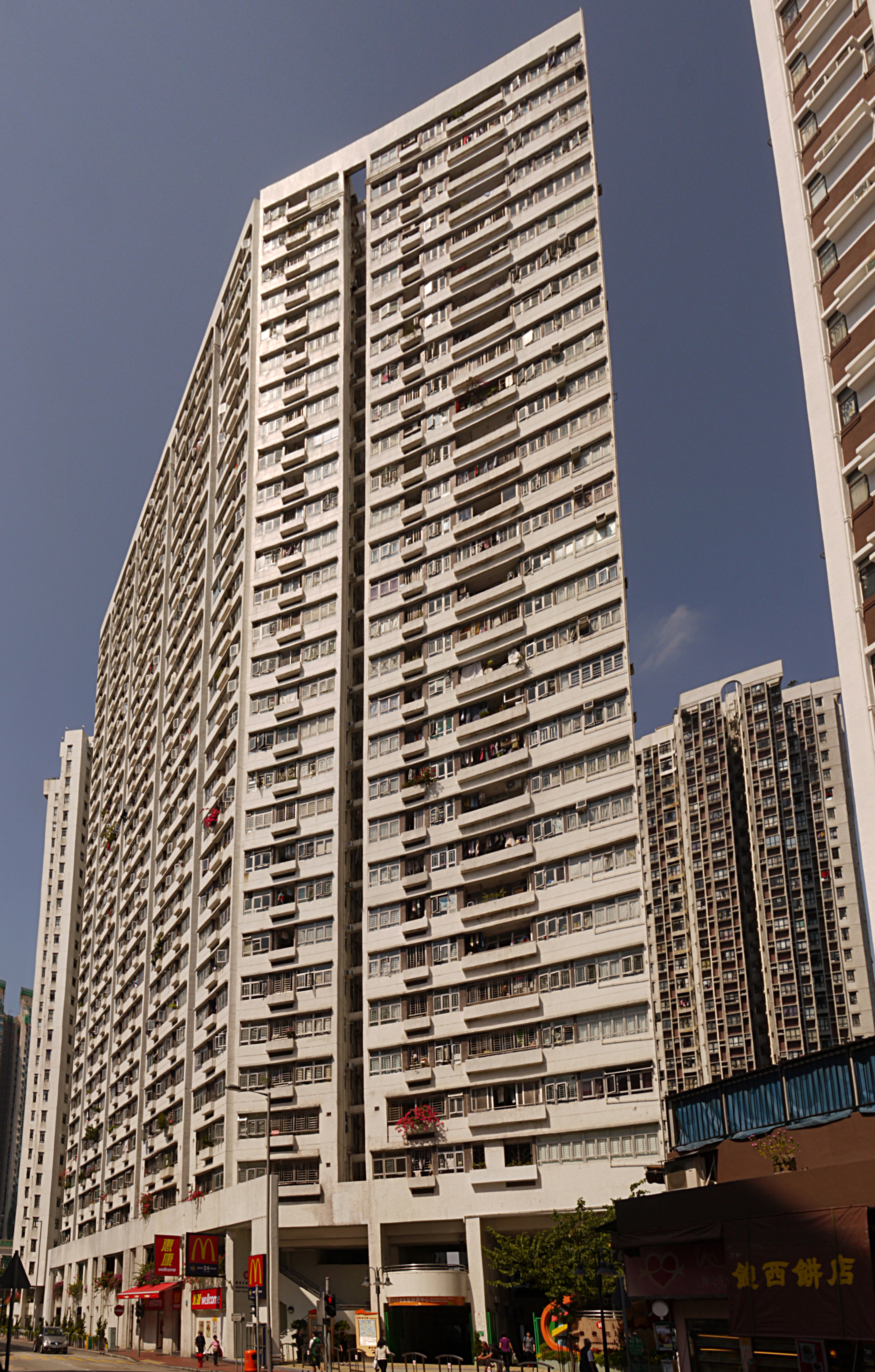
市區改善計劃 駿發花園

### 市值發展項目

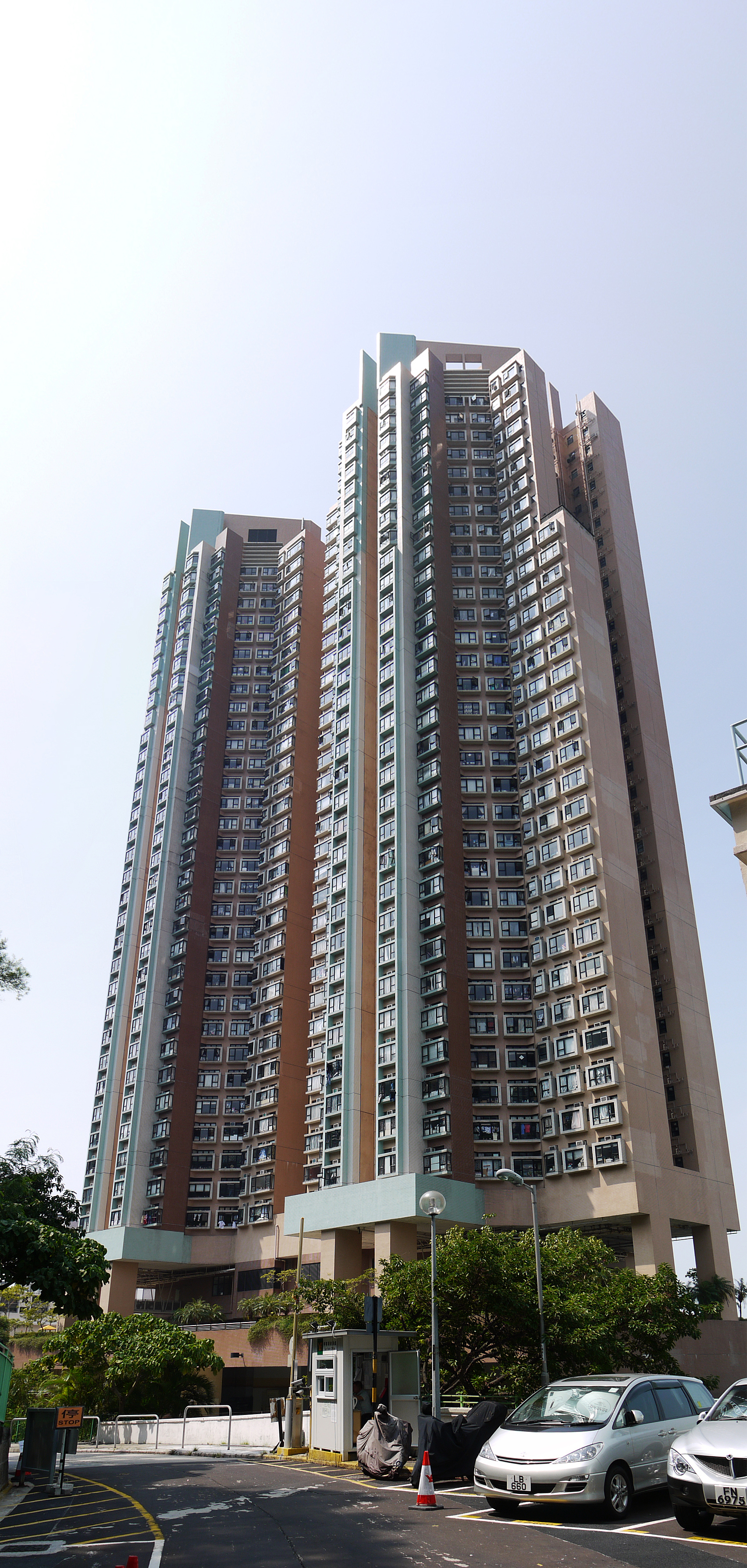
首個市值發展項目-加惠臺
香港房屋協會

在2000年後，由於樓價下調，中等入息家庭已經有能力在自由市場置業，以及要配合政府的房屋政策而停售夾屋，其中3個建築中的「夾心階層住屋計劃」項目已於2000年獲政府批准改作非資助住宅，以市價在自由市場出售，這批房屋經補地價後變成了市值發展項目。
- 加惠臺
- 曉峰灣畔
- 怡心園

## 已拆卸的物業
- 上李屋（出租屋邨，原址已重建為「住宅發售計劃」的樂年花園）
- 葛量洪夫人新村（出租屋邨，1982年接管，原址已重建為「市區改善計劃」的頌賢花園）
- 紅磡邨（出租屋邨，原址已重建為「出租屋邨」及「住宅發售計劃」的綜合屋邨——家維邨）
- 四季大廈（出租屋邨，原址已重建為萬景峯部份及金豐閣）
- 啟德邨（出租屋邨，原址已重建為「住宅發售計劃」的啟德花園）
- 丹拿山邨（出租屋邨，原址已重建為長者房屋「雋悦」）
- 些利街10號（市區改善計劃屋苑，原址已重建為一間黎巴嫩餐廳）
- 平瀾街7號（市區改善計劃屋苑，原址將成為宏安地產項目的一部分）

## 市區重建項目（與市區重建局合作）

### 市區重建項目
香港房屋協會於2002年與市區重建局簽訂「合作備忘錄」，組成策略性合作夥伴，利用雙方的長處和資源，加快各項市區重建計劃。房協負責開展前土地發展公司轄下25個政府承諾盡早落實的其中7個項目。
- 深水埗保安道／懷惠道（K25，於2013年完成，提供327個單位，項目命名為「喜雅」）
- 筲箕灣筲箕灣道／南安街（H21，於2014年完成，提供274個單位（長者屋及私樓混合項目），項目命名為「樂融軒」）
- 深水埗青山道392-410號／昌華街（K20，於2015年完成，提供130個單位，項目命名為「喜盈」）
- 深水埗青山道346-370號／興華街（K23，於2015年完成，提供175個單位，項目命名為「喜韻」）
- 深水埗元州街／興華街／青山道（K21，於2016年完成，提供356個單位，項目命名為「喜薈」）
- 深水埗興華街／元州街／福榮街（K22，於2016年完成，提供333個單位，項目命名為「喜漾」）
- 西灣河西灣河街（H14，2011年交回市區重建局處理，現已發展為「逸瑆」，於2020年完成）